# Didymoticho
Didymoticho (griechisch Διδυμότειχο [ðiðiˈmɔtixɔ] (n. sg.), bulgarisch Димотика Dimotika, türkisch Dimetoka) ist eine Kleinstadt in der Region Ostmakedonien und Thrakien im Nordosten Griechenlands und eine gleichnamige Gemeinde im Regionalbezirk Evros. Die Stadt hat rund 9.000 Einwohner, in der Gemeinde leben etwa 19.500 Menschen.
Die Stadt Didymoticho erhielt ihren Namen aufgrund der doppelten Stadtmauer (griechisch δίδυμος τείχος didymos tichos, deutsch ‚Zwillingsmauer‘), die früher zur Verteidigung errichtet wurde. Ein Teil dieser Befestigungsmauer ist heute noch zu besichtigen.

## Geographie

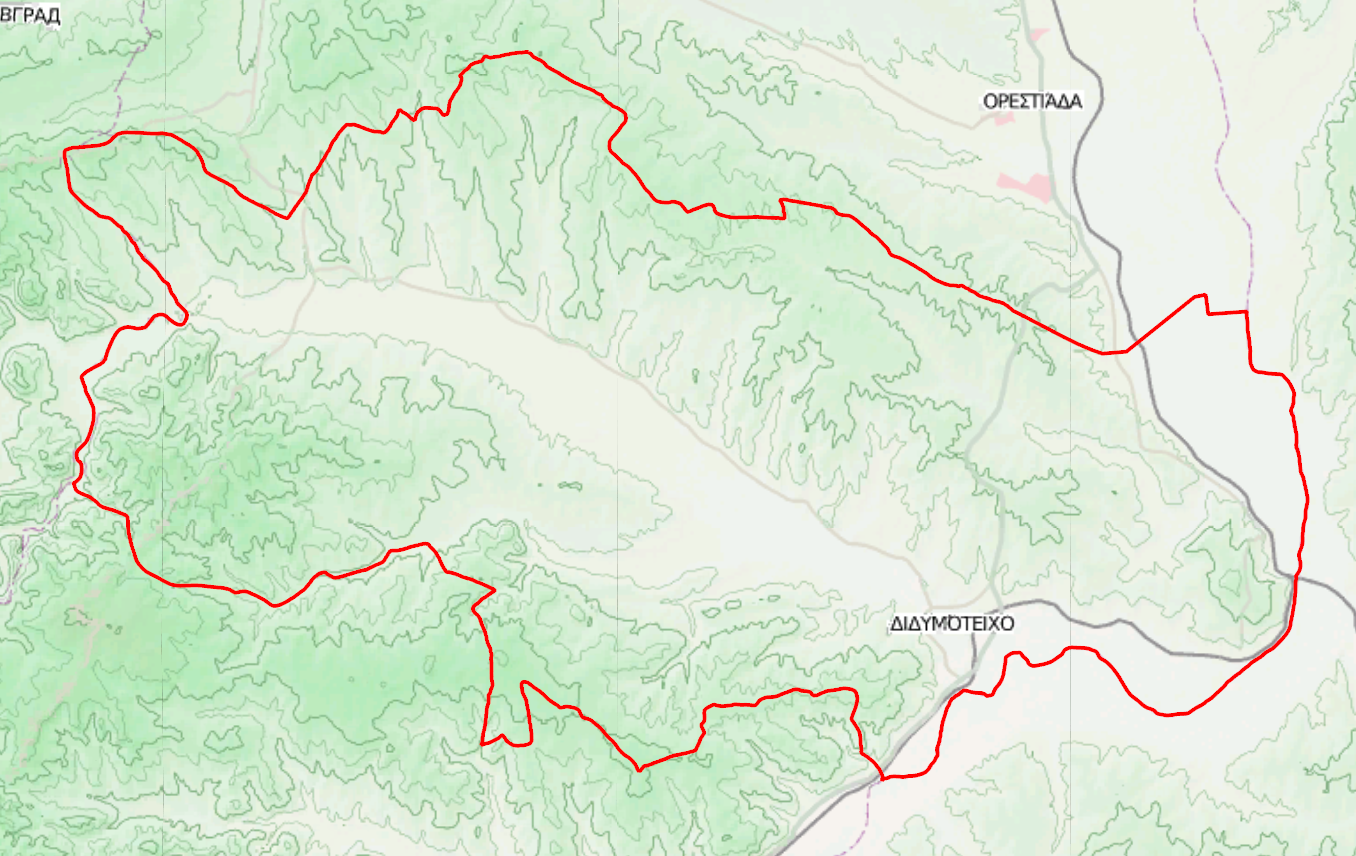
Topografische Karte von Didymoticho

Das Gemeindegebiet erstreckt sich beiderseits des Flusses Erythropotamos (bulgarisch Луда река Luda Reka), der von Nordosten kommend dem Evros zufließt. Die Stadt Didymoticho liegt am Nordufer, etwa drei Kilometer nordwestlich der Mündung, in der Evros-Ebene. Der Evros bildet die östliche Gemeindegrenze, die hier gleichzeitig Staatsgrenze zur Türkei mit der Grenzgemeinde Uzunköprü ist. Westlich grenzt an die Gemeinde der bulgarische Oblast Chaskowo. Die griechischen Nachbargemeinden sind Orestiada im Norden und Soufli im Süden. Didymoticho liegt etwa 100 Kilometer nördlich der Ägäis-Küste mit Alexandroupoli und 50 Kilometer südlich von Edirne.

Panoramablick von der Burg

## Religion
Griechisch-Orthodoxes Christentum

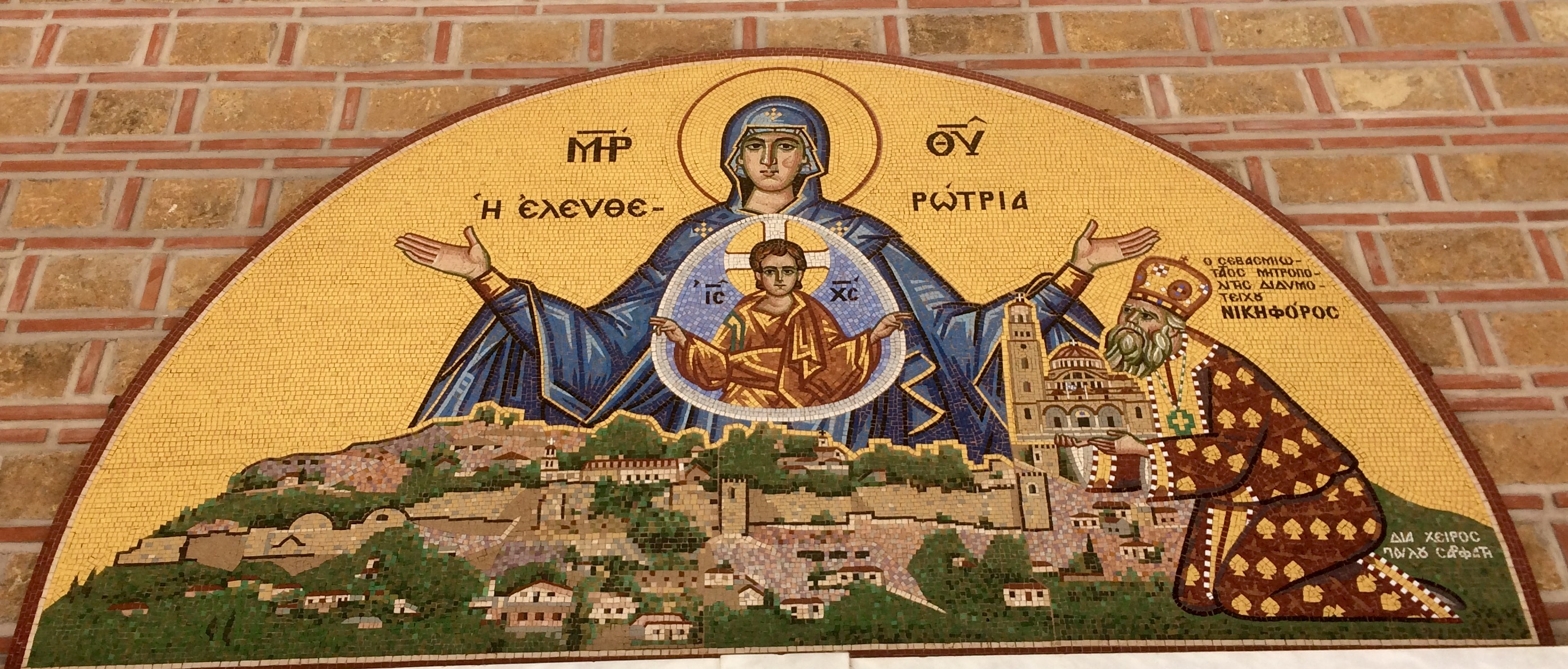
Ikonenmosaik am Eingang des Doms zeigt den Metropoliten Nikiforos in Proskynese

Die religiöse Vielfalt des Byzantinischen und später auch des Osmanischen Reiches hat sich teilweise erhalten. Didymoticho ist Bischofssitz der Metropolie Didymoticho, Soufli und Orestiada, Bischof ist seit 2009 Damaskinos Karpathakis. Damaskinos folgte auf dem Bischof Nikiforos Archangelidis, der 1988 inthronisiert wurde und bis 2009 das Amt bekleidete. Der Bischof untersteht hierarchisch dem Patriarchen von Konstantinopel.
Ein architektonisches Wahrzeichen der Stadt ist die 1994 erbaute Kirche der Metropolie, die Panagia Elefterotria („Befreiende Jungfrau Maria“). Die Kirche ist in neobyzantinischem Stil errichtet worden und ist 35 Meter hoch. Das Patronatsfest wird alljährlich am 28. Oktober gefeiert.
Die Gemeinde der Muslime
Der Mufti für den Regionalbezirk Evros hat seinen Sitz in der Stadt. Mehmet Şerif Damadoğlu (Μεχμέτ Σερίφ Δαμάδογλου) war von 1986 bis Dezember 2016 Mufti von Didymoticho. Kommissarischer Leiter wurde im Dezember 2016 Osman Hamza (Οσμάν Χαμζά). Die Muslime der Stadt sind in ihrer Gesamtheit seit dem 16. Jahrhundert ansässig. Die Integration in die Gesellschaft und das allgemeine Leben findet nur zögerlich statt, trotz Versuchen wie Bauprojekten und Sprachkursen der kommunalen Verwaltung. Außerhalb der Stadt, in den Dörfern der Gemeinde, gibt es kaum weitere Muslime, so dass die Moschee in der Stadt die einzige der ganzen Gemeinde ist.
Die Westthrakienmuslime (türkisch Batı Trakya Türkleri) sind eine Minderheit in Westthrakien. Sie stellen im Vertrag von Lausanne eine geschützten Minderheit in Westthrakien dar und fielen damit ebenso wie die Istanbuler Griechen nicht unter das türkisch-griechische Abkommen über den Bevölkerungsaustausch vom 30. Januar 1923. In die Zahl der griechischen Muslime in Westthrakien werden die ethnischen Türken, slawische Pomaken und Roma zusammengerechnet.
Armenische Gemeinde
Seit dem 18. Jahrhundert gibt es in Didymoticho eine relativ große armenische Gemeinde. Das Kulturzentrum der Armenier liegt in der historischen Kirche des Heiligen Georgios Paleokastritis (Άγιος Γεώργιος Παλαιοκαστρίτης).
Judentum
Über die Jahrhunderte bestand in Didymoticho eine große jüdische Gemeinde, eine der ältesten Griechenlands. Im Ersten Weltkrieg verlor sie viele Mitglieder. Im Zweiten Weltkrieg wurden 731 Juden am 4. Mai 1943 von deutschen Truppen ins besetzte Polen deportiert und Opfer des Holocaust. Nur 33 Personen konnten der Deportation entgehen. Das letzte Mitglied der Gemeinde starb 1987. Vor der nationalsozialistischen Besetzung war die jüdische Gemeinde so groß gewesen, dass diese eine jüdische Schule in Betrieb hatte, wo u. a. Hebräisch gelehrt wurde.

## Geschichte

### Antike und Mittelalter
Archäologische Funde datieren die Gründung des Ortes auf das 7. Jahrhundert n. Chr. Als Geburtsstadt der byzantinischen Kaiser Johannes III. Dukas Batatzes, Johannes V. Palaiologos und Basileios II. zeugt die Stadt von reicher byzantinischer Geschichte und war mehrmals Regentensitz der byzantinischen Kaiser. Basileios II., „der Bulgarentöter“ genannt, nutzte die Stadt als Lager und Zentrale für seine Annexionspolitik gegen das Erste Bulgarische Reich.
Der Niedergang der Stadt und damit das Ende ihrer Geschichte innerhalb des Reiches von Byzanz war auch der Niedergang des Reiches selbst. Der 3., 4. und 5. Kreuzzug der westlichen Kirche schwächten Byzanz und boten eine Angriffsfläche für spätere Besatzer. Die Stadt Didymoticho litt unter diesen Kreuzzügen und den Zerstörungen unter anderem durch Kaiser Barbarossa. Im Juni 1206 versuchte der bulgarischen Zar Kalojan die Stadt einzunehmen, nachdem sich die Bewohner mit den Kreuzrittern gegen ihn verbündet hatten. Dabei änderte er die Flussrichtung des Flusses Erythropotamos. Ende August 1206 erfolgte die Zweite Belagerung von Didymoticho. Dabei wurde die Stadt eingenommen und zerstört. In der Folgezeit wurde die Stadt erneut von byzantinischen Truppen erobert und die Stadt wieder aufgebaut. Um 1340 wurde Didymoticho Sitz des Gegenkaisers Johannes VI. Seine Krönung in Didymoticho löste einen weiteren Bürgerkrieg aus, der letztendlich von Johannes V. 1354 gewonnen wurde. Der italienische Chronist Matteo Villani berichtete, dass die Stadt 1359 zum ersten Mal von den Osmanen erobert worden sei. Im November 1361 geriet sie endgültig in osmanische Hände und löste kurzzeitig Bursa als Residenzstadt der osmanischen Sultane ab. Somit war Didymoticho deren erste Hauptstadt in Europa (bis 1366, danach Adrianopel (Edirne) bis 1453). Villani beschrieb Didymoticho als die zweitwichtigste byzantinische Stadt in Thrakien, nach Konstantinopel. Der Eroberung Didymotichos folgte die Unterwerfung und Zerstörung der Festungen in den Ostrhodopen, unter anderem Perperikon, Ljutiza bei Iwajlowgrad, Ustra und Wischegrad bei Kardschali. Im Februar 1713 wurde Karl XII. von Schweden während seines Aufenthaltes im Osmanischen Reich von Sultan Ahmed III. in Adrianopel arrestiert. Von dort aus verlagerten die Osmanen den Hausarrest im November 1713 nach Didymoticho.

### Neuzeit
Didymoticho gehörte danach zunächst bis 1912 ununterbrochen zum Osmanischen Reich, bevor es während des Ersten Balkankrieges von bulgarischen Truppen besetzt und zunächst an Bulgarien abgetreten wurde. Als der Zweite Balkankrieg ausbrach, verloren die bulgarischen Truppen. Wegen des drohenden Anschlusses an Bulgarien formte sich Widerstand in der muslimisch-türkischen Bevölkerung Westthrakiens, die mit 185.000 Einwohnern die Mehrheit in der Region stellte. Der Widerstand mündete in die Gründung der Regierung Westthrakien.

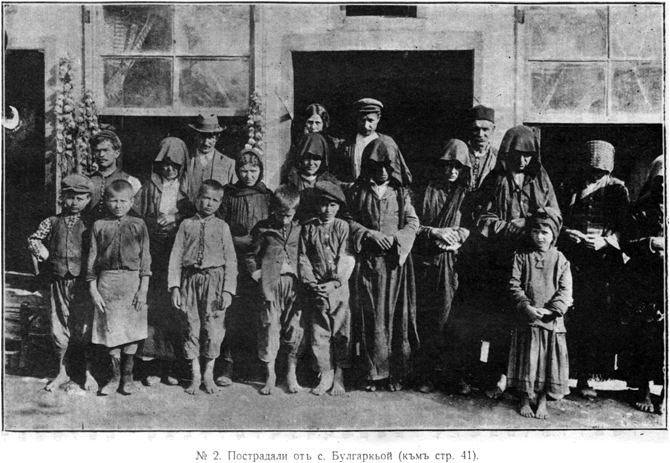
Bulgarische Flüchtlinge aus Bulgarköi (heute Ellinochori), bei Didymoticho (1913)

Im Ergebnis des Zweiten Balkankrieges erhielten die Osmanen 1913 die Stadt zwar noch einmal zurück, traten sie aber 1915 endgültig an Bulgarien ab, um Bulgarien an der Seite der Mittelmächte zum Eintritt in den Ersten Weltkrieg zu bewegen. Nach der Niederlage der Mittelmächte musste Bulgarien 1919 schließlich West-Thrakien samt Didymoticho an Griechenland abtreten. Beim folgenden Bevölkerungsaustausch verließen 53.000 Bulgaren Griechenland. Umgekehrt verließen 46.000 Griechen Bulgarien.
Didymoticho und die Präfektur Evros blieben als Enklave auch während des Zweiten Weltkriegs griechisch, da sie unter deutscher Militärverwaltung standen. Die weiter westlich gelegenen Gebiete Thrakiens und Ostmakedonien hingegen waren von 1941 bis 1944 wieder von Bulgarien annektiert worden.
Starke Regenfälle verursachten am 17. Februar 2005 eine Überflutung der Region um den Fluss Evros und der Stadt. Die Flut ebbte ab dem 4. März langsam ab und hinterließ große Schäden. Auch die Eisenbahnlinie wurde stark betroffen, so dass der Zugverkehr für mehrere Monate stillgelegt werden musste. Im Jahr 2010 wurde im Zuge des Kallikratis-Programms die westliche Nachbargemeinde Metaxades in die Gemeinde Didymoticho eingemeindet.

## Kultur und Sehenswürdigkeiten

### Die Überreste der antiken Siedlung
Zwischen dem Bahnhof der Stadt und den Flüssen Erythropotamos und Evros erhebt sich die Agia Petra. Ausgrabungen ergaben, dass dieser Ort mit der antiken Stadt Plotinoupolis zu identifizieren ist, die der römische Kaiser Trajan gründete und nach seiner Frau Pompeia Plotina benannte. Die Ruinen der antiken Siedlung sind heute dort zu besichtigen. Die Ausgrabungen dauern an, und die Funde werden im archäologischen Museum von Komotini ausgestellt. Die Böden der Patrizierhäuser sind gut erhalten und offenbarten bei Ausgrabungen seit 2009 hochwertige Mosaike mit Darstellungen aus der antiken griechischen Mythologie. 1965 hatte man eine Goldbüste des Septimius Severus zufällig beim Bau eines Grabens durch die griechische Armee gefunden. In der Umgebung der Stadt laufen Ausgrabungen an mehreren griechisch-thrakischen Gräbern, wie z. B. in Thyrea. Auch Überreste der Festung Pythion befinden sich in der Nähe.

### Die Burg

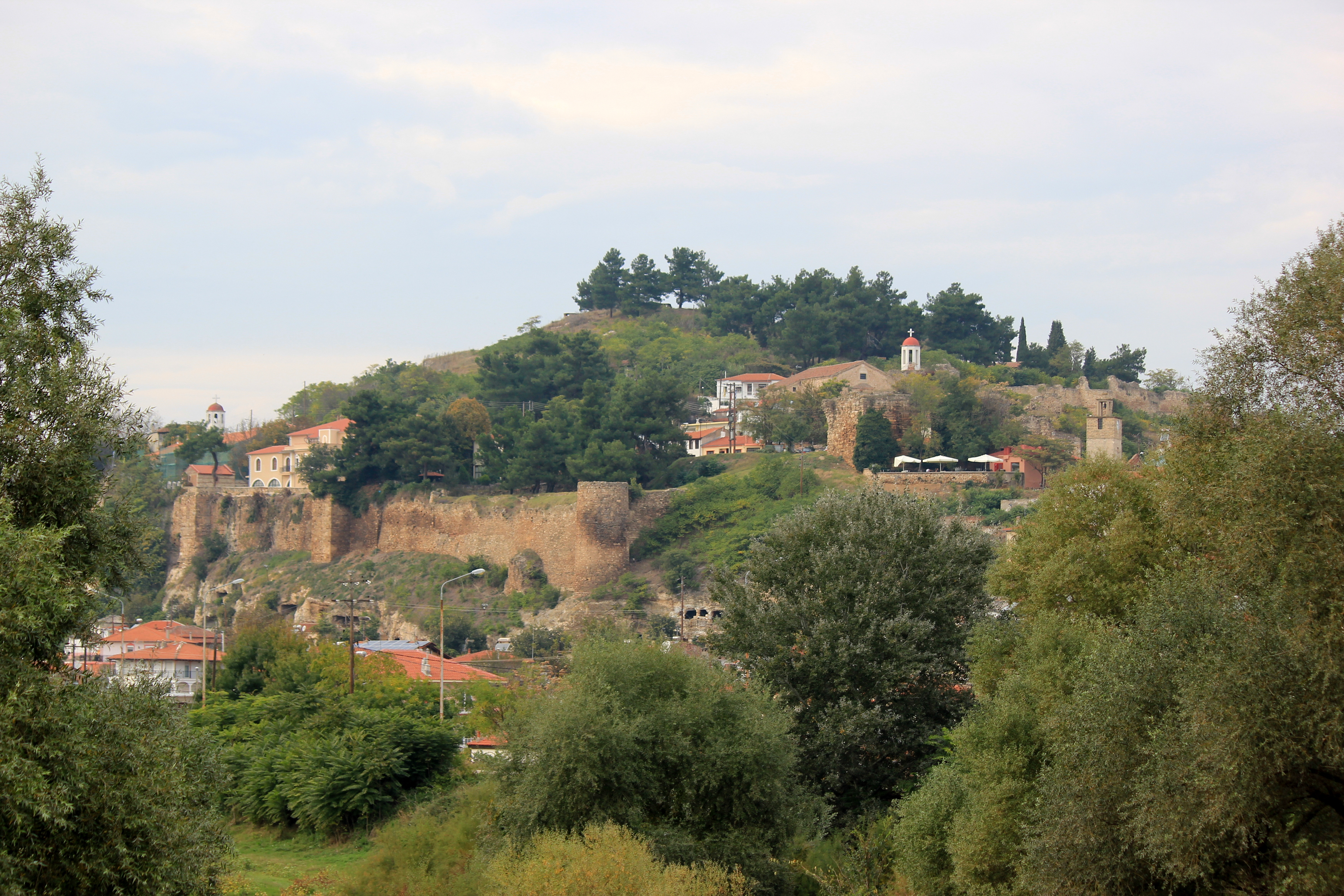
Blick auf den Burgberg

Zu den Hauptsehenswürdigkeiten zählen die Burg und die Befestigungsanlagen des mittelalterlichen Didymoticho. Der Berg wurde in der Epoche des Justinian I. in der Zeit 527–565 befestigt und hat in den kommenden Epochen der Byzantinischen Kaiser immer wieder Veränderungen erfahren müssen. Die Burg dokumentiert die geostrategische Wichtigkeit der Stadt während der Jahrhunderte. Der berühmte „Prinzessinenturm“ (griechisch Πύργος της Βασιλοπούλας Pyrgos tis Vasilopoulas), wo sich der Sage nach die junge Prinzessin eines byzantinischen Kaisergeschlechts in den Tod warf, weil sie einer Zwangsheirat entkommen wollte, ist der besterhaltene Turm der Burg. Insgesamt 24 Türme sind heute noch erhalten, wobei die meisten steinerne Monogramme verschiedener byzantinischer Kaiserdynastien aufweisen. Gut erhalten ist auch das Burgtor. Während der osmanischen Herrschaft wohnte die christlichen Bevölkerung, also die Griechen, Armenier und Bulgaren, „oben“ (= innerhalb der Burg), während die muslimischen Bewohner der Stadt „unten“, um die Moschee herum, lebten.

### Die Altstadt
Innerhalb der Stadtmauern befindet sich die Altstadt. Hier stehen die byzantinische Kirche der Heiligen Ekaterini sowie die historische Kirche des Heiligen Georgios Palaeokastritis, in der Johannes VI. Kantakouzenos gekrönt wurde. Felshöhlen befinden sich sowohl im Bereich, der von den byzantinischen Festungsmauern umrahmt wird, als auch in dessen Umkreis. Zwei Höhlen, die neben der Metropolis des Heiligen Athanasios liegen, dienten der Legende nach als Gefängnis Karls XII. von Schweden. Bei der Çelebi-Sultan-Mehmed-Moschee, deren Konstruktion unter Murad I. (1326–1389) begonnen und unter Bayezid I. (1347–1402) fertiggestellt wurde, handelt es sich um die älteste osmanische Moschee Europas. Sie wurde gebaut, als die Stadt kurzfristig Residenz des osmanischen Sultans war. Gegenwärtig wird das Gebäude saniert. Besichtigen kann man außerdem den Komplex des türkischen Hamam, griechisch auch „Bäder der Liebe“ (Λουτρά του Έρωτα) genannt. Dieses Hamam wird auf das 15. Jahrhundert datiert. Besichtigen kann man das Mausoleum des Oruç Paşa (Ορούτς Πασά), welches sich direkt hinter dem heutigen Rathaus der Stadt befindet. Oruç Paşa war General des osmanischen Heers und Stifter des Hamam.
Viele klassizistische Gebäude wie Stadtvillen prägen das Bild der Stadt und wurden unter Denkmalschutz gestellt. Ebenfalls häufig und unter Denkmalschutz sind für die Region typische Herrenhäuser (griechisch Αρχοντικά).
Der alte Bahnhof wurde von 1919 bis 1920 unter der Herrschaft der Entente von Franzosen erbaut, daher sein einheimischer Name „Französischer Bahnhof“ (griechisch Γαλλικός Σταθμός). Der Bahnhofskomplex besteht aus vier Gebäuden, die vollständig aus Holz gebaut und mit vielen Details der damaligen Epoche ausgestattet sind.

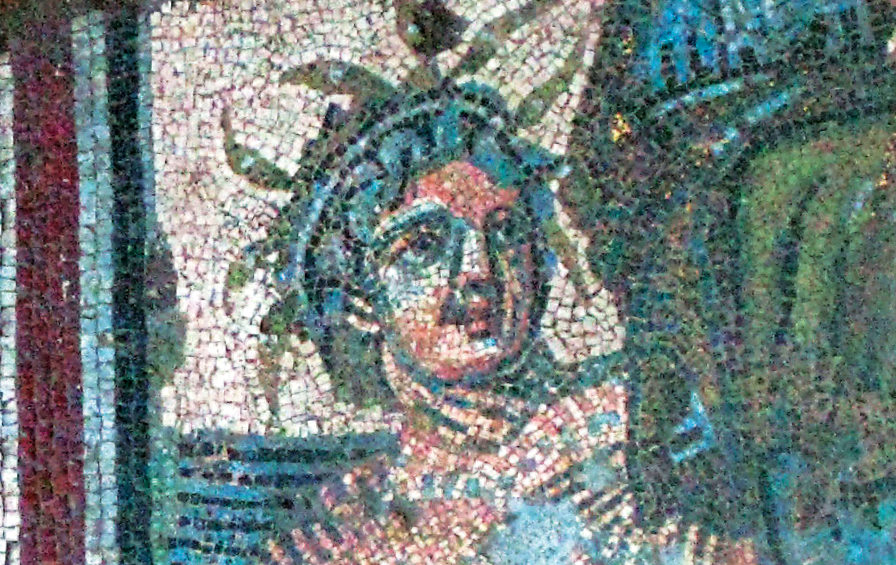
Römisches Mosaik aus Plotinoupolis
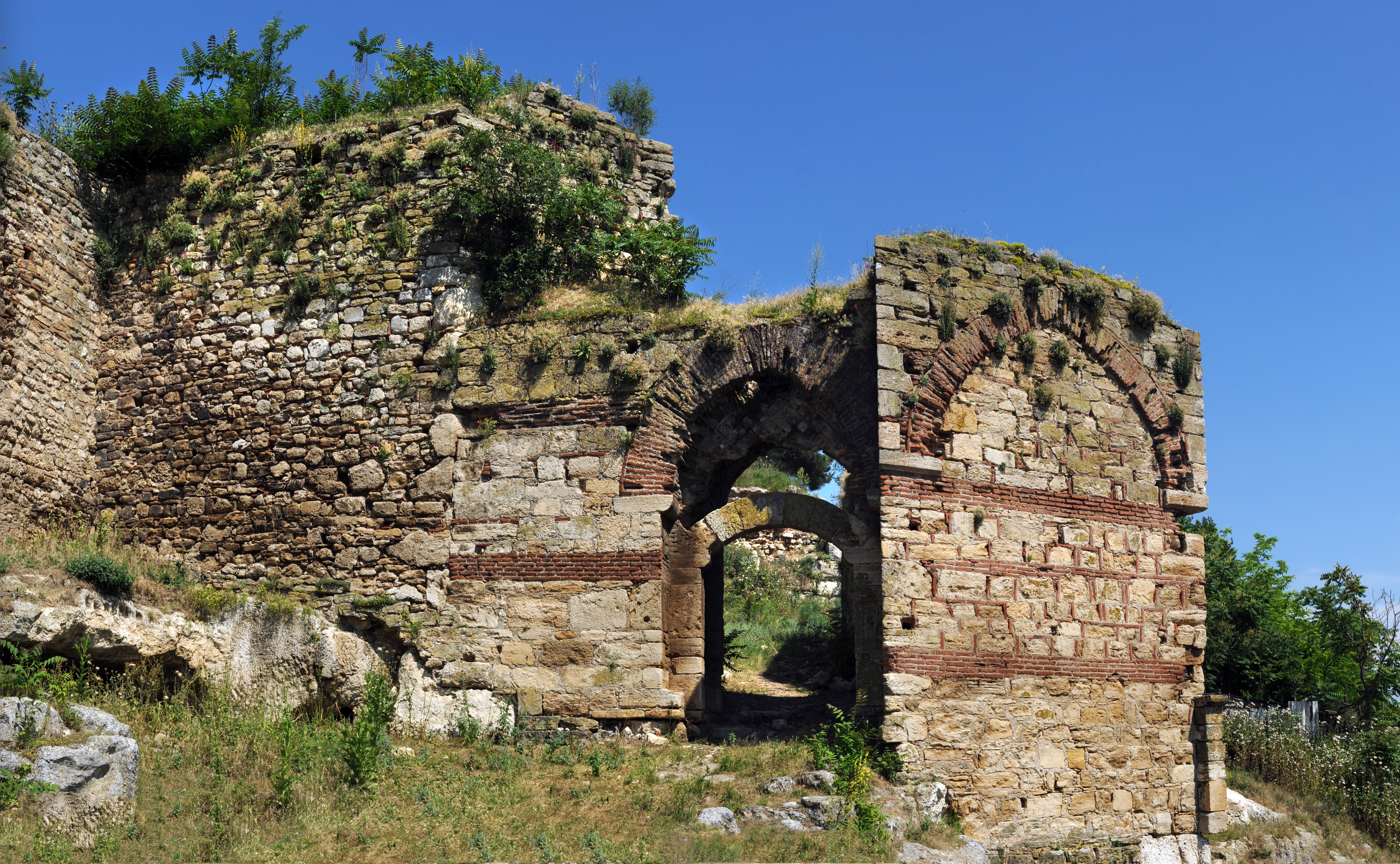
Tor der Burg von Didymoticho
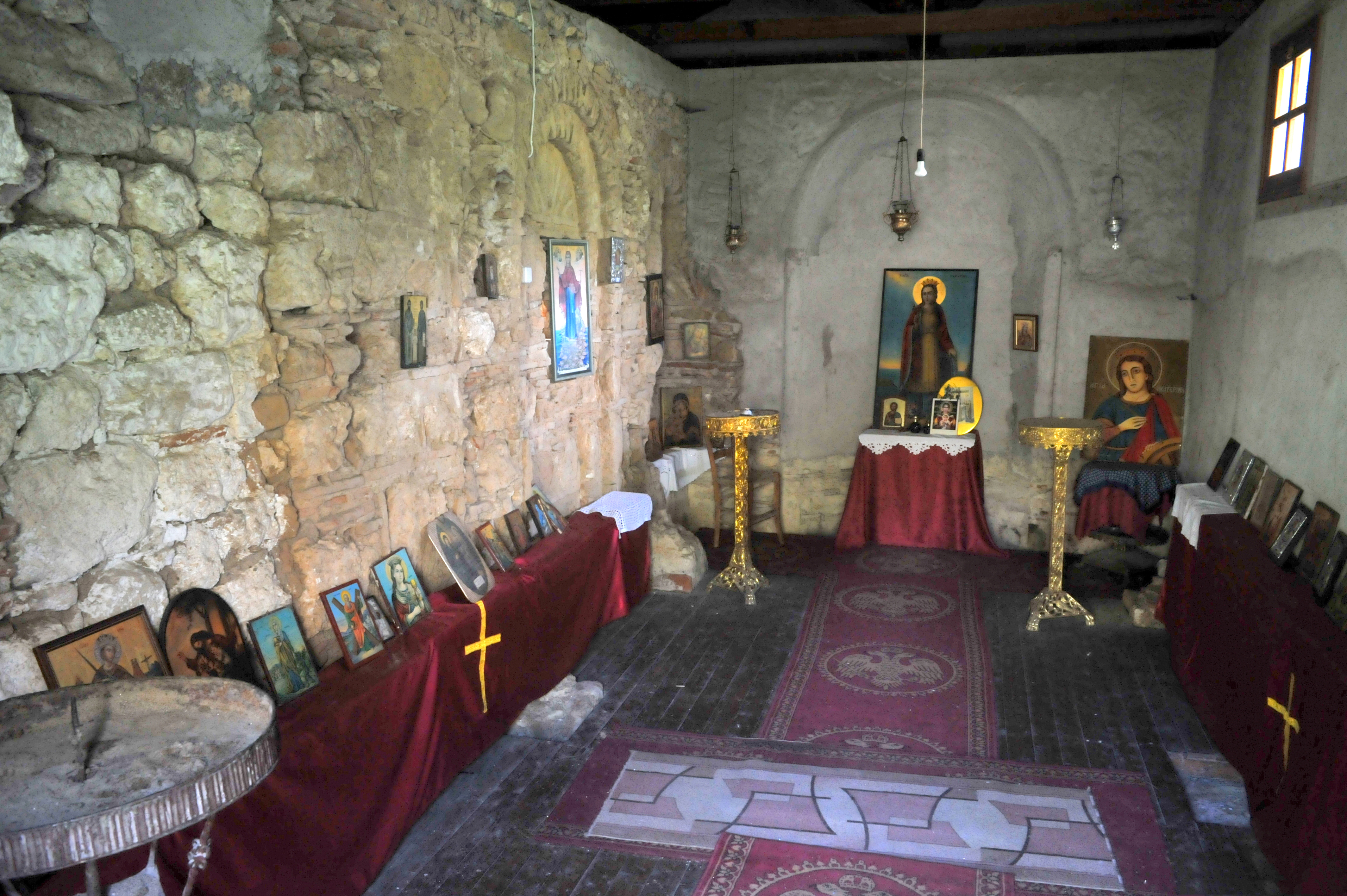
Das Innere der Ekaterini-Kirche in der Burg
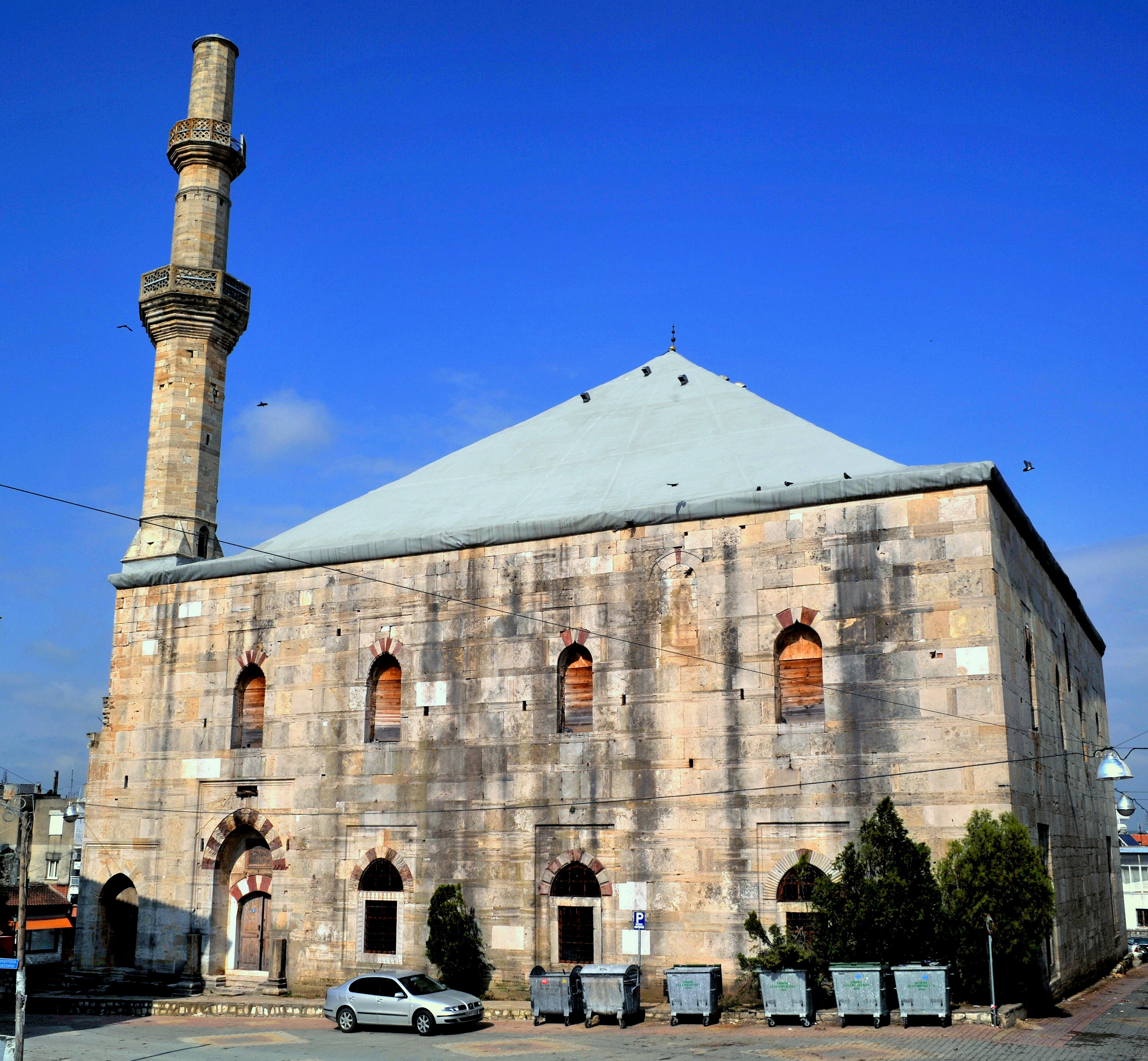
Die Çelebi-Sultan-Mehmed-Moschee
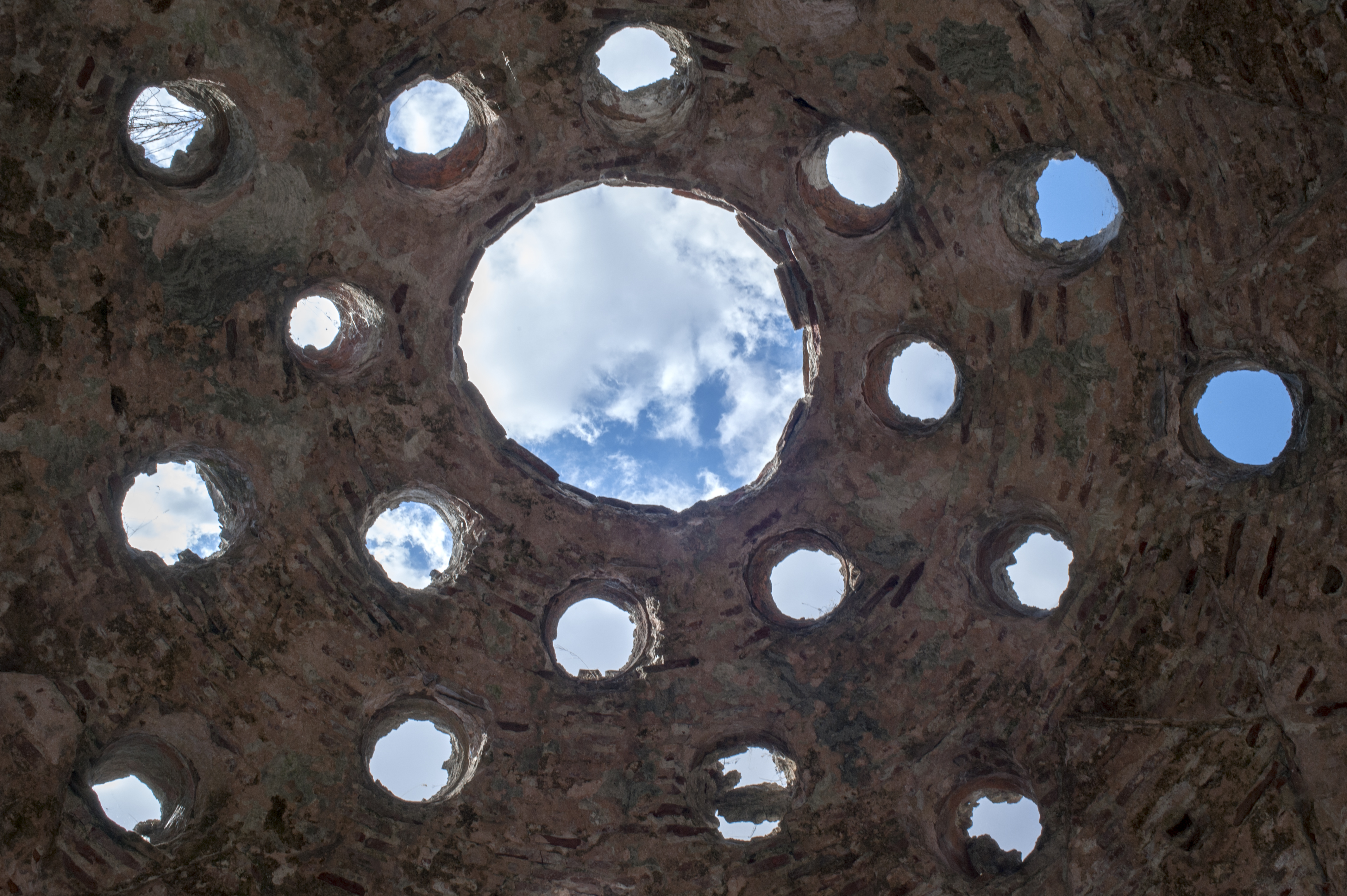
Kuppel im Oruç-Paşa-Hamam
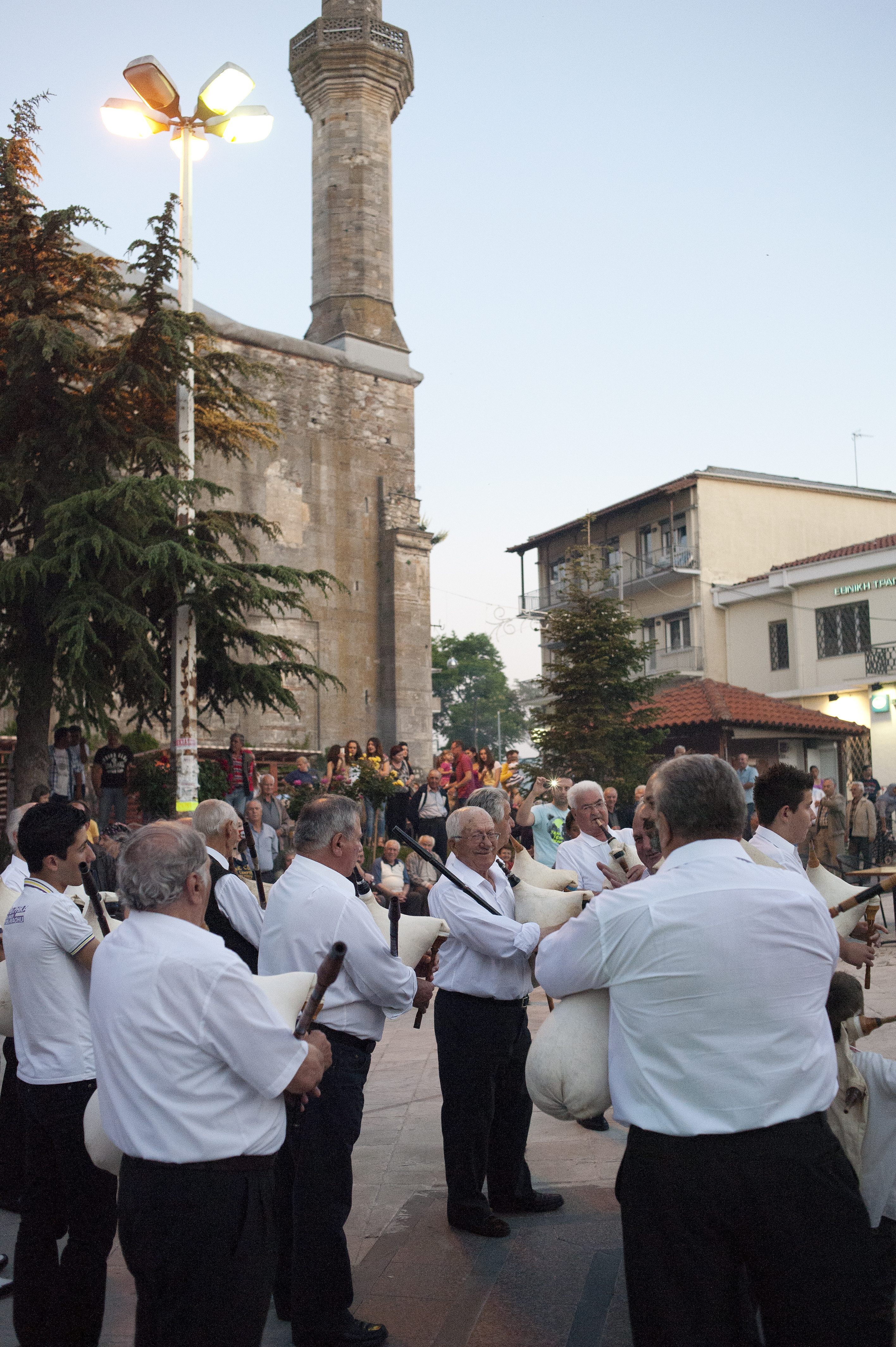
Gaida-Fest
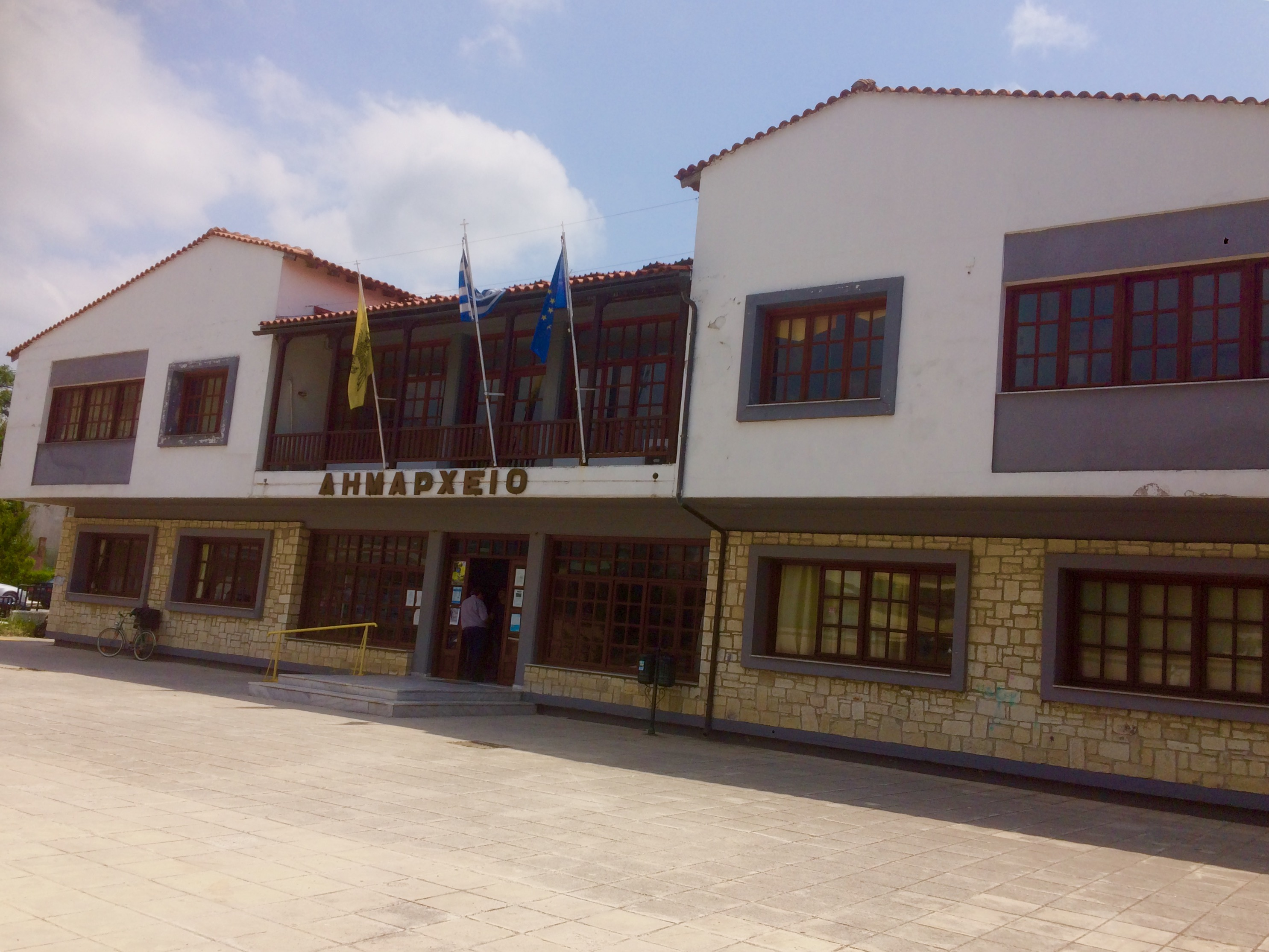
Rathaus von Didymoticho
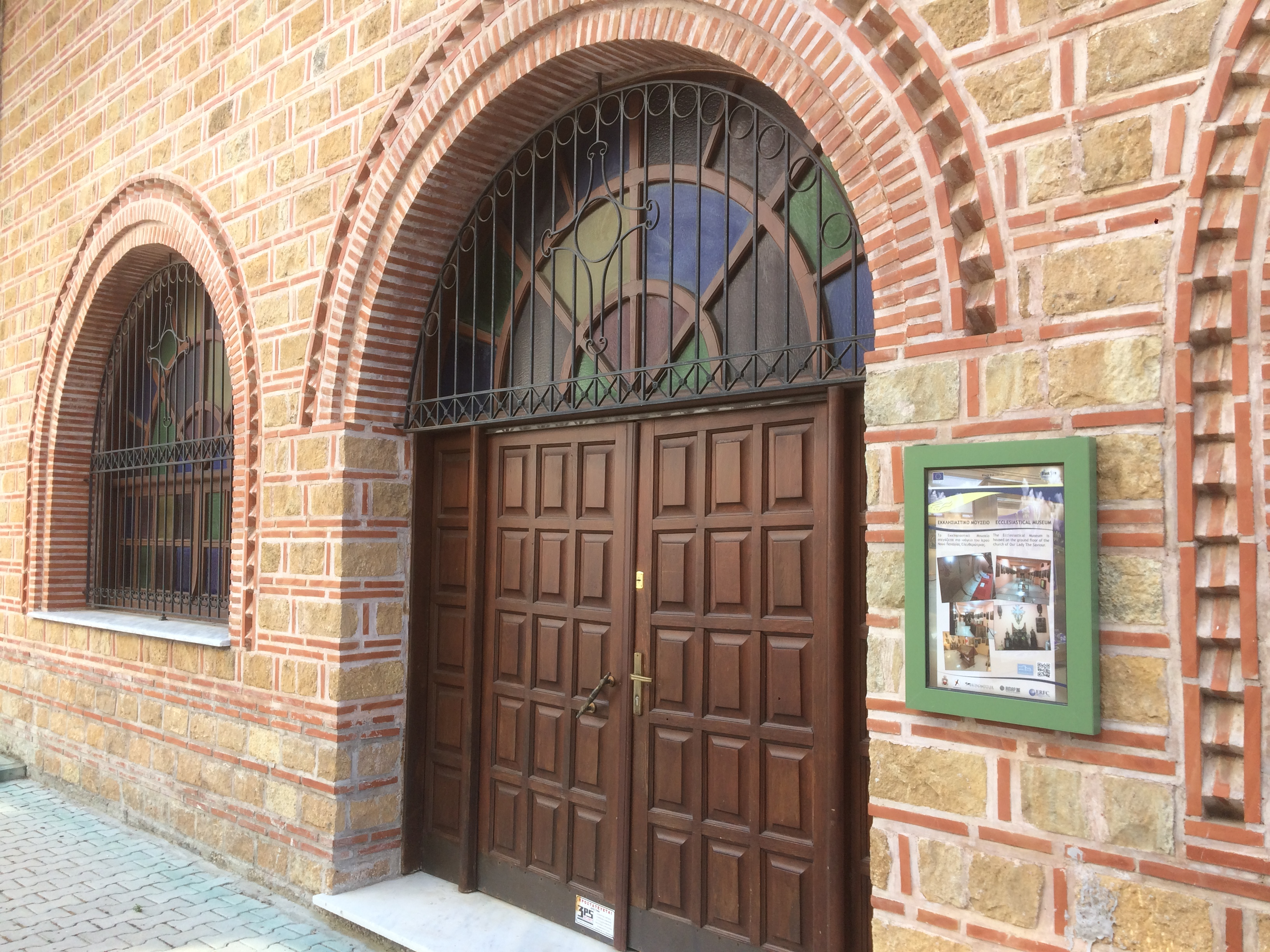
Der Eingang des Ikonenmuseums vom Dom

### Museen
- Das neu erbaute und 2014 eingeweihte byzantinische Museum dokumentiert in zahlreichen Funden der Gegend die Rolle Didymotichos während des Byzantinischen Reiches, als die Stadt dreimal als Residenz der Kaiser diente.[7]
- Das Volkskundemuseum wurde 1967 von Lehrern der Stadt gegründet.[6] Jährlich findet die Sitzung der Mitglieder und Freunde des Volkskundemuseums statt, wo Spender, die aus ihrer privaten Sammlung dem Museum einzelne Gegenstände, Fotos oder antike bzw. alte Werkzeuge und Trachten vermacht haben, geehrt werden. 2017 fand die Versammlung zum siebten Mal im Vortragssaal des Hotels Plotini statt.[8]
- Das Militärmuseum zieht vor allem Heereseinheiten aus umliegenden Garnisonen an.[7]
- Der Dom beherbergt ein Ikonenmuseum mit seltenen Exponaten aus der byzantinischen Epoche. In den Museumsräumen des Doms der Metropolie wurde im Juli 2018 und in Anwesenheit des gewürdigten Chronis Aidonidis der Saal „Chronis Aidonidis“ eingeweiht. Die Einweihung fand in den Räumen des Doms selber statt, der eine Dauerausstellung des verdienten Sängers beherbergen wird.[9]
- Im Mai 2000 weihten Gianna Angelopoulos-Daskalaki und Theodoros Angelopoulos die Pinakothek im historischen Haus Vafiadi ein. Dieses Museum trägt den Namen des Malers und Künstlers Dimitrios Nalbandi (Δημοτική Πινακοθήκη Δημητρίου Ναλμπάντη), dessen Werke es ausstellt, darunter Wandmalereien des Künstlers.[10][7]

### Sehenswürdigkeiten im Umland
An den südlichen Hügeln der Stadt erstreckt sich der Wald Tsingla, der als Naherholungsgebiet für Ausflüge und Feierlichkeiten von den Einheimischen genutzt wird. Im Ort Koufovouno gibt es eine Tropfsteinhöhle mit dem Namen „Vouvas“, die von Höhlenforschern 1962 entdeckt und erforscht wurde. Besichtigen kann man in der 30 Meter hohen Höhle Stalagmiten und Stalaktiten.

### Sport

#### Leichtathletik

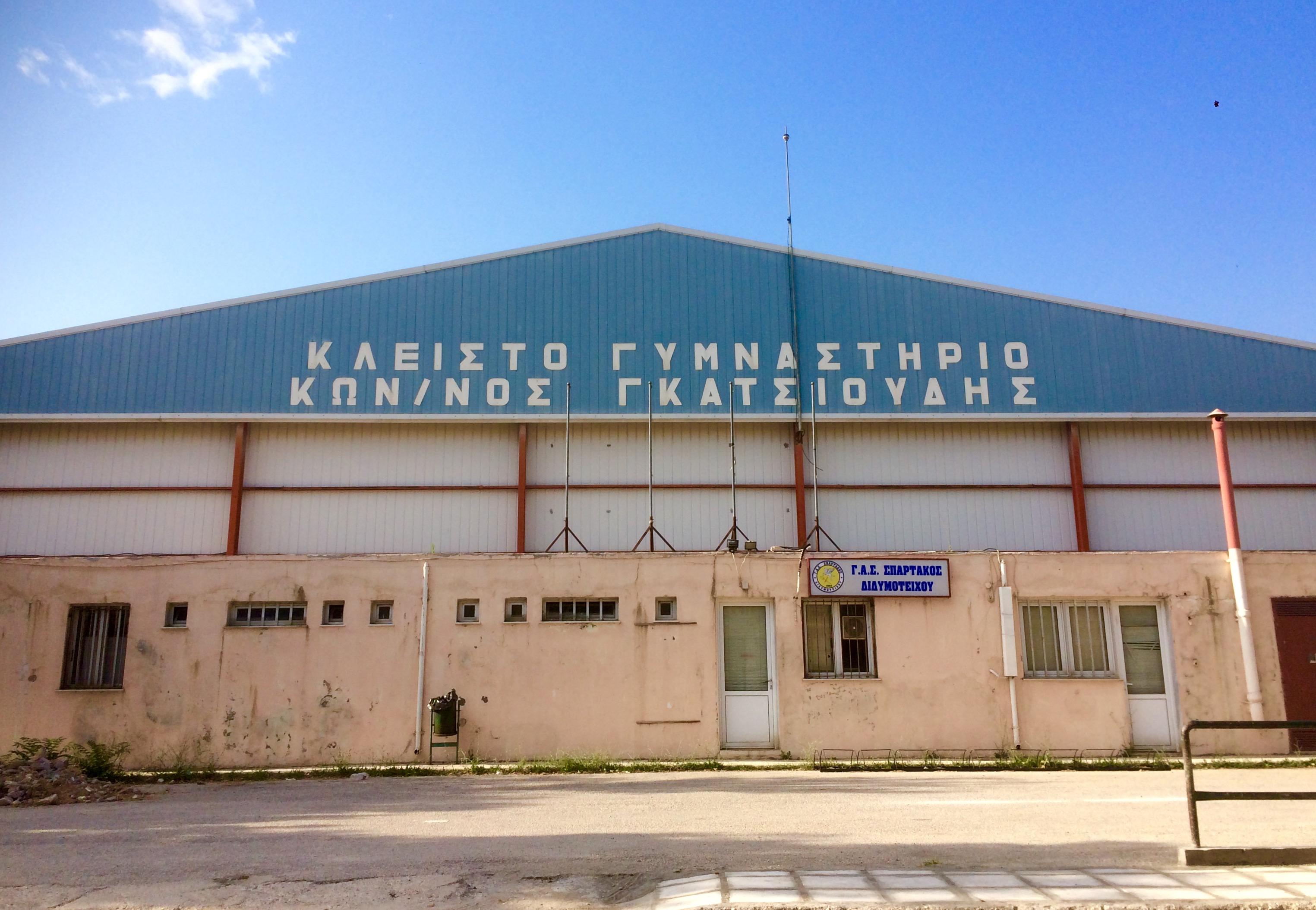
Die Konstantinos-Gatsioudis-Halle (2017)

Der erfolgreichste und bekannteste Sportler der Stadt, der auch international Erfolge feiern konnte, ist Konstantinos Gatsioudis. Der Speerwerfer konnte einige Medaillen bei internationalen Wettbewerben gewinnen. Ihm zu Ehren wurde die örtliche Sporthalle am nördlichen Stadtrand benannt. Seit seinen internationalen Erfolgen eifern ihm viele Jugendliche der Leichtathletik nach und organisieren sich im Leichtathletikverein Spartacus of Didymoticho.
Der Leichtathletikklub der Stadt trägt seine Wettbewerbe im städtischen Stadion aus, wobei Trainingseinheiten im Winter auch in der Konstantinos-Gatsioudis-Halle stattfinden.
2016 fand der erste Burglauf in Didymoticho (Αγώνας Δρόμου Κάστρου Διδυμοτείχου) statt, in dem in zwei Disziplinen jeweils 5000- und 10.000-Meter-Läufe für Männer und Frauen um die alte Burg und die Stadt gelaufen werden. 2017 gab es den zweiten Lauf. So möchte man die Sportveranstaltung jährlich stattfinden lassen.

#### Fußballsport

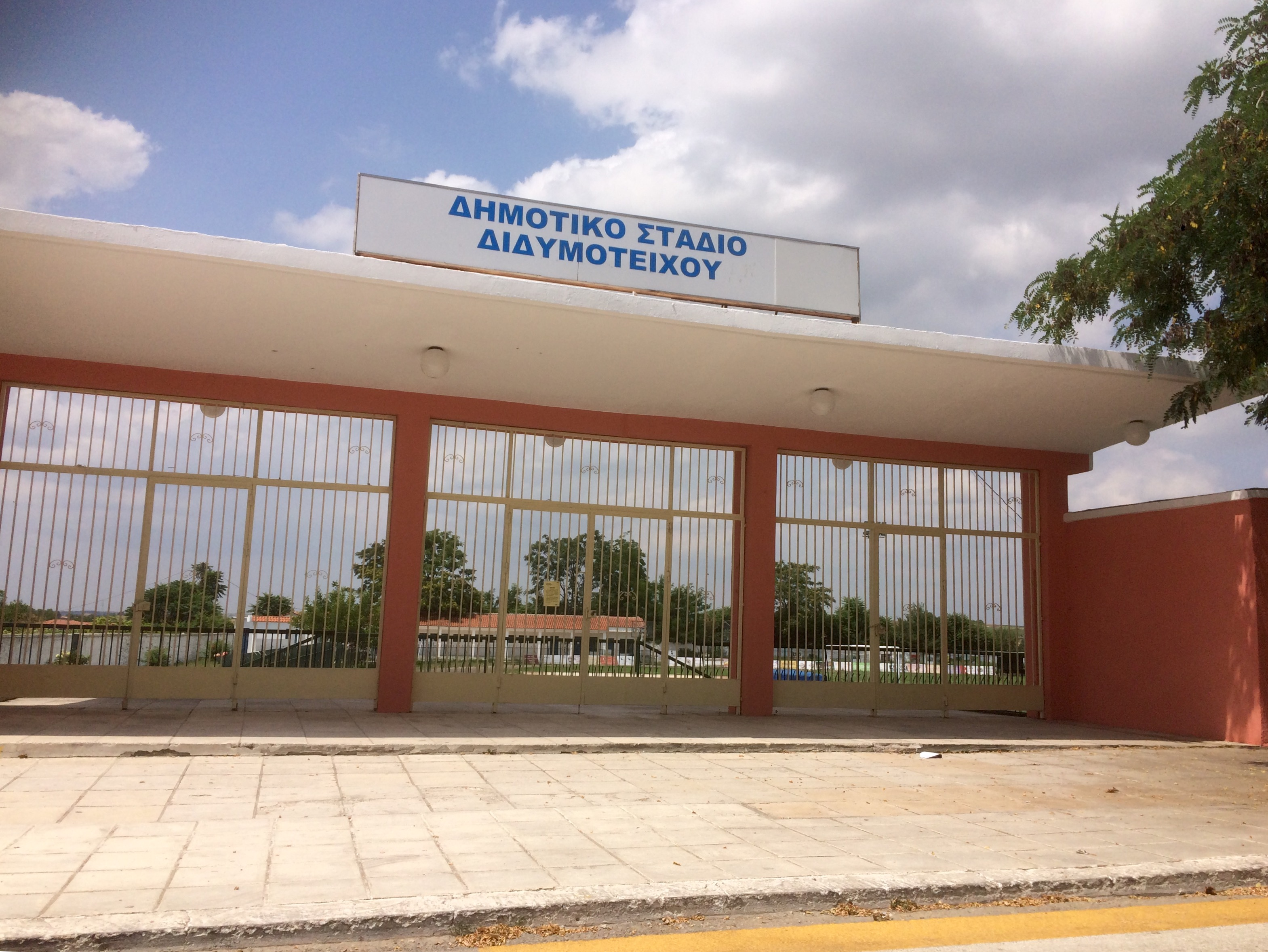
Das Städtische Stadion von Didymoticho (2017)

Der Fußballverein der Stadt ist A.E. Didymoticho und konnte in der Saison 2016/17 unbesiegt den Aufstieg in die dritthöchste Spielklasse Griechenlands feiern. In der Vergangenheit konnte man den Amateurpokal (Κύπελλο Ερασιτεχνικών Ομάδων Ελλάδος) in der Saison 1979/80 im Finale gegen A.O.Neapoli Pireas mit 1:0 für sich entscheiden und im Kaftanzoglio-Stadion in Thessaloniki den größten Vereinserfolg feiern. Im Jugendbereich gibt es eine Zusammenarbeit mit der PAOK FC Youth and Development Sections. Der A.E.D (ΑΕΔ) wurde im Jahr 1933 gegründet und hat als Vereinsemblem ein dreiblättriges Kleeblatt. Auf jedem Blatt ist ein Buchstabe des Klubs eingelassen.
Die Wettkämpfe des Leichtathletikvereins und die Spiele des Fußballklubs der Stadt finden im Städtischen Stadion Didymotichou statt. Im Sommer 2017 wurde von der Bezirksregierung Ostmakedoniens und Thrakiens eine zwingend notwendige Modernisierungsmaßnahme des Spielfeldes und des Rasens genehmigt, so dass die Mannschaft des A.E.D den Voraussetzungen der 3. griechischen Fußballliga gerecht werden kann. Ebenfalls in Planung ist der Bau einer Tartanbahn, welche nach den Standards der Leichtathletikverbände zum Austragen nationaler und sogar internationaler Wettkämpfe geeignet sein soll. Den Modernisierungsmaßnahmen steht ein Gesamtbudget von ca. 500.000 EUR zur Verfügung.

### Veranstaltungen
Das im September jährlich stattfindende Kulturfestival Erythropotamos bietet außer Folklore auch Tanz und Musik. Ein weiteres und seit vielen Jahren stattfindendes Fest ist das Fest der Gaida, des traditionellen thrakischen Dudelsacks. Viele Gaidaspieler verteilen sich über die Straßen und Gassen der Stadt und tragen die Musik in jede Wohnsiedlung. Anschließend findet am Zentrum ein Tanzfest statt.

### Kulinarische Spezialitäten
Kavurma

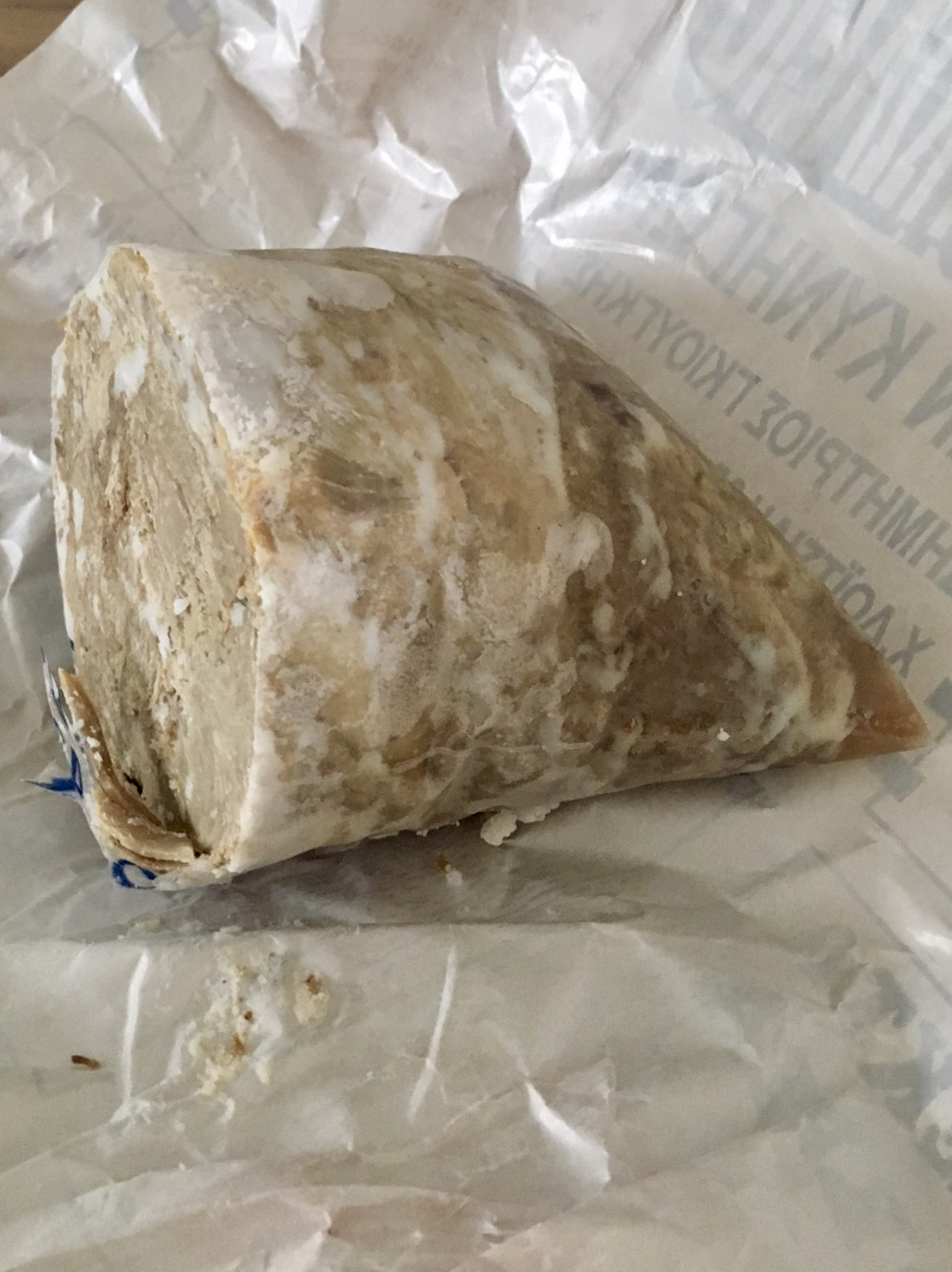
Kavourmarolle geschnitten

Eine in Griechenland, aber auch in der benachbarten Türkei bekannte Delikatesse kommt aus der Region des nördlichen Evros, die gebratene und sautierte Büffelfleischrolle Kavourmas (griechisch Καβουρμάς). In Didymoticho und seiner Peripherie wird diese Spezialität von Metzgern angeboten und ist auch in vielen Supermärkten zu finden. Zubereitet wird der Kavourma häufig in Omelette mit Eiern oder in roher Form als Mezze, wo meist Ouzo dazu serviert wird.
Trachana

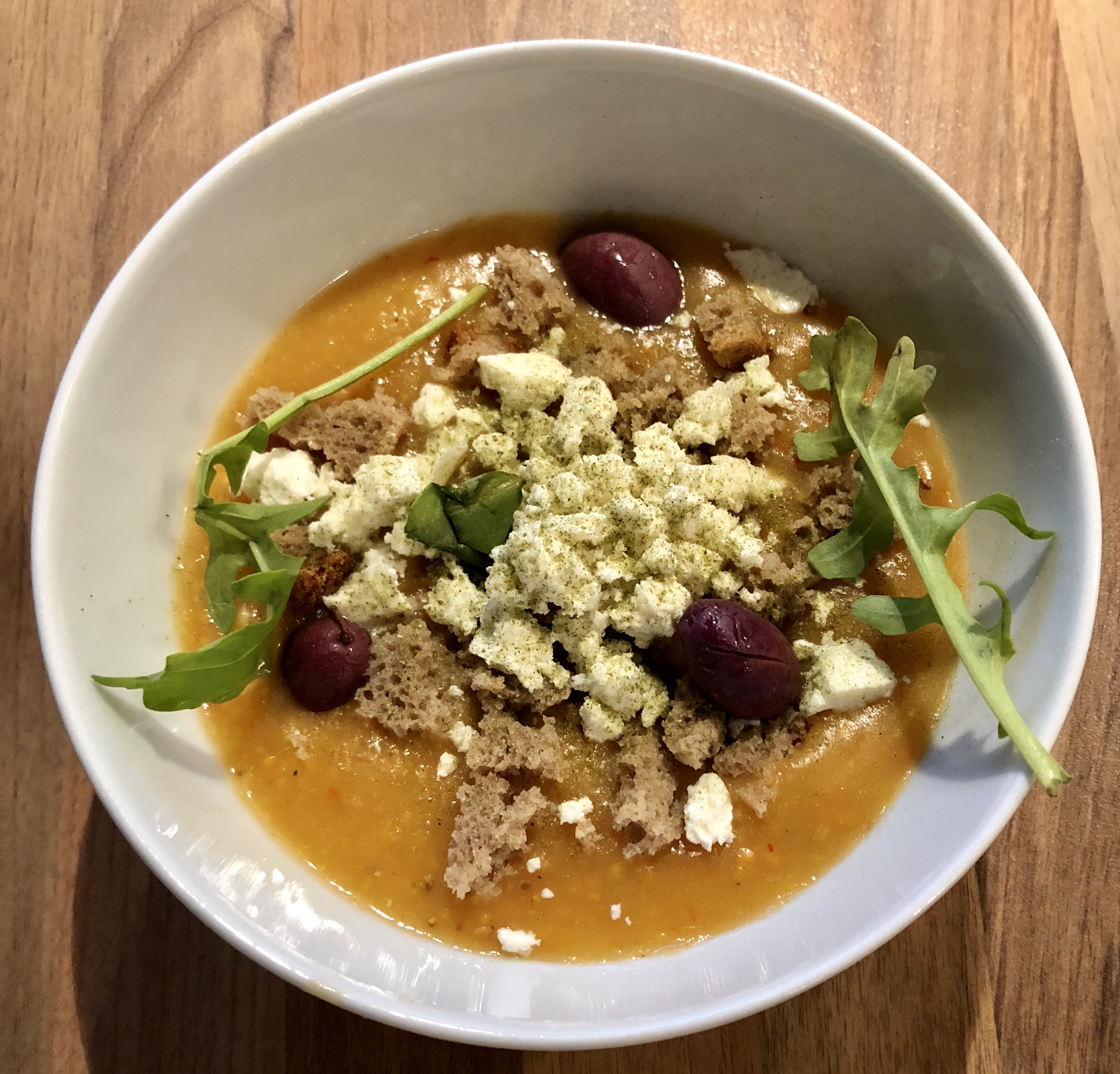
Rote Trachana-Suppe in der gängigen Variation

Der Trachanas (griechisch Τραχανάς, türkisch Tarhana) ist eine vergorene und getrocknete Mischung aus Mehl und Gemüse zur Zubereitung von Suppe, welche meist zum Herbst und Winter hin zubereitet wird und als typische Hausmannskost gilt. Für die Namensherkunft bzw. ursprüngliche Herkunft der Suppe gibt es nur Vermutungen. Eine These stützt sich auf die Herkunft aus griechisch τραγανός traganos, deutsch ‚knackig, knusprig‘, eine andere These nimmt eine Herkunft von persisch Tark-haneh an. In der benachbarten Türkei ist „Tarhana“ weit verbreitet. Meist wird diese Suppe auf zwei Arten hergestellt, als weißer oder roter Trachana, welcher sich deshalb farblich unterscheidet, weil im roten Trachana Paprikaschoten verarbeitet werden, welche die rote Sorte pikanter machen. In die Suppe wird je nach Geschmack Feta und Brot gerieben. Beilagen sind meist Oliven und/oder Lauchzwiebeln. Der Trachana kann nur selten industriell vorbereitet gekauft werden und wird meist von den Wochenmärkten der Stadt bzw. der Städte des Nord-Evros bezogen. Das Produkt wird bis zur heutigen Zeit handgemacht angeboten. Der Trachana gilt als die Suppe der Landwirte und Hirten und erfreut sich daher bis heute aus sentimentalen Gründen, aber auch wegen seines Geschmackes einer hohen Beliebtheit. Der Trachana wird im Sommer vorbereitet, da dieser in der Sonne trocknen muss. Demnach sieht man noch vereinzelt bis heute in den Vorhöfen der Häuser in den Dörfern der Gemeinde, wie großflächig der Trachana ausgebreitet liegt. Im 18., 19. und 20. Jahrhundert wurde der Prozess der Vorbereitung des Trachana im Sommer von Musik und Tanz der Hausfrauen begleitet. Demnach ist der Trachana tief mit dem Leben der Menschen und deren Kultur in der hauptsächlich ländlich und landwirtschaftlich geprägten Region verankert. Im thrakischen Liedgut und derselben Tanzkultur gibt es zum Thema des Trachana ganze Tänze und Musikstücke, die das Ereignis an sich, aber auch die kulturgeschichtlichen Bezüge dokumentieren.
Babo

Die Babo (griechisch Μπάμπω) ist ein ursprünglich aus Didymoticho und Umgebung stammendes Gericht, welches als Wurst im Schweinedarm aus feinem Schweinefleisch, Reis, geschnitzelter Schweineleber, Lauch und verschiedenen Gewürzen bestehen kann. Variationen sind möglich und werden auch von Haus zu Haus in verschiedenen Formen angewandt, wobei immer Reis und Schweinefleisch als Hauptbestandteile bestehen bleiben. Ursprünglich ein Gericht für die Weihnachtsfeiertage und mit dem orthodoxen Glauben eng in Verbindung stehend, wird dieses Gericht sowohl in einer Suppe oder auch gebraten serviert.
Lalangites

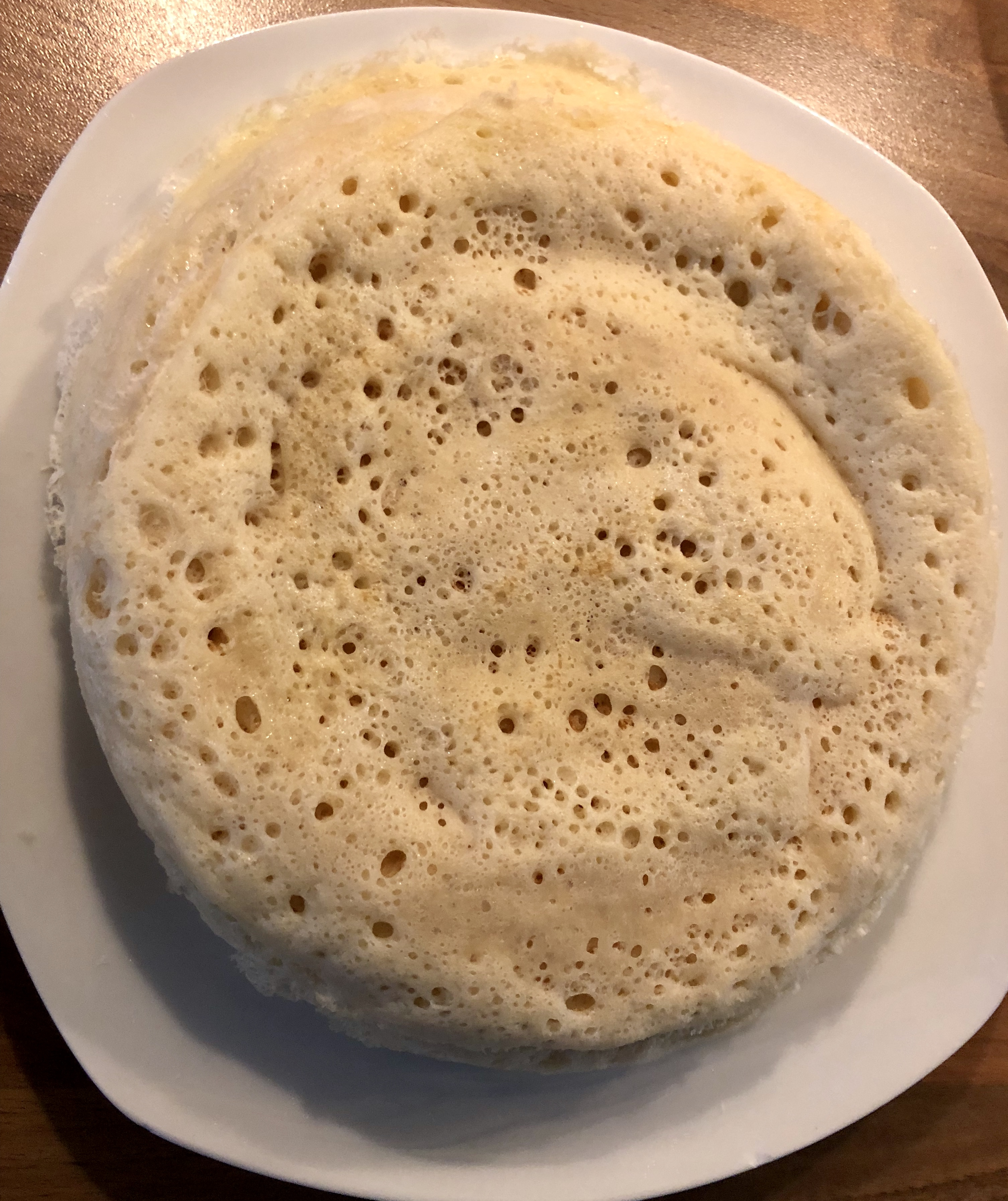
Der Pfannkuchen Lalangita, oft auch Alangita genannt.

Die Lalangita oder auch Alangita ist ein Pfannkuchen, der in der Region aus Weizenmehl, Hefe und Eiern in der Bratpfanne, früher in den Lehmöfen der Häuser, hergestellt und zum Frühstück serviert wird. Diese werden dann in zwei Hauptausführungen belegt. Entweder man bevorzugt es süß, dann kommen Zucker, Zimt und Nüsse auf die Lalangita, oder man mag den salzigen Typ, dann kommt Käse gerieben darauf oder am Stück als Beilage. Öfter wird dann auch eine Lauchzwiebel oder Wurst als zusätzliche Beilage genommen.
Mikikia
Der Hefeteigring ähnelt den in Griechenland weit verbreiteten Loukoumades, ist allerdings in der Zusammensetzung des Teigs anders. Die Rohstoffe sind Weizenmehl, Hefe und Salz. In einem Topf mit heißem Sonnenblumenöl wird der Teig dann frittiert und in seine endgültige charakteristische Form gebracht, nämlich mit dem Loch in der Mitte. Ursprünglich wurden die Mikikia mit Zucker oder Honig belegt. Heutzutage werden die runden Teigrollen auch in Kombination mit Fetakäse verspeist.

## Wirtschaft und Infrastruktur
Die Landwirtschaft ist für die meisten Einwohner die Haupteinnahmequelle. Zu den landwirtschaftlich angebauten Pflanzen gehören Baumwolle und Mais. Die Nahrungsmittelindustrie ist ein wichtiger Arbeitgeber in der Region. An der östlichen Stadtgrenze liegt die Hauptverwaltung des Nahrungsmittelkonzerns Evrofarma, welcher von mehreren Großmolkereien hauptsächlich in Evros, aber auch aus ganz Thrakien beliefert wird. Soldaten und Offiziere des griechischen Heers, die ihren Dienst in der Region absolvieren, steigern den Umsatz der Einzelhändler in der Stadt. Die Stadt ist zudem Sitz des Metropoliten der dortigen Region. Es gibt Einrichtungen zur Ausbildung von Polizisten und von Beamten sowie ein staatliches Krankenhaus.
Die vor einigen Jahren neu erbaute Nationalstraße 51 ist der Hauptverkehrsweg der Stadt und verbindet sie mit der Autobahn „Egnatia Odos“ im Süden und Orestiada im Norden. Auch eine Bahnstrecke führt durch den Ort und verbindet die Stadt mit den Zentren des Landes. Die Bahn wird hauptsächlich von Rekruten und Soldaten genutzt, die in der Präfektur ihren Wehrdienst absolvieren. Der Busverkehr wird hauptsächlich von den Einheimischen genutzt, wobei mehrere Buslinien täglich in Richtung Makedonien und Attika verkehren.

## Dörfer der Gemeinde
Die Einwohnerzahlen der meisten Dörfer der Gemeinde sind rückläufig, während die Einwohnerzahlen der Gemeindezentren wachsen. Allerdings kehren Griechen aus der Diaspora als Rentner wieder in ihre Herkunftsdörfer zurück.

### Pythio
In dem Ort Pythio befindet sich der einzige verbliebene Grenzübergang für den Zugverkehr zwischen der Türkei und Griechenland. Die Byzantiner nannten den Ort Empythion. Am Ortsrand steht eine Burg aus dem 14. Jahrhundert, welche 1331–41 im Auftrag von Johannes VI. Kantakouzinos erbaut wurde und ein Zeugnis der Militärarchitektur der letzten Jahre des hellenistisch-byzantinischen Reiches ist. Die Burg ist mit zwei Türmen und Teilen der Befestigungsanlage gut erhalten. Die Anlage wurde u. a. auch als Schatzkammer genutzt. 1361 wurde die Burg von den Osmanen besetzt und als Basis für die Operationen gegen Didymoticho benutzt.
Am Bahnhof von Pythio, der gleichzeitig eine Haltestelle des legendären Orient-Expresses war, befindet sich seit dem Ersten Weltkrieg ein Denkmal zu Ehren der gefallenen französischen Soldaten der 45. Infanterie des französischen Heeres. Der Lokalisation des Denkmals wurde so gewählt, dass die Fahrgäste des Orient-Expresses es aus dem Wagen den Zuges sehen konnten. Im Jahr 2018, mithin 100 Jahre nach dem Ersten Weltkrieg, besuchten Repräsentanten der französischen Botschaft das Denkmal und ehrten die gefallenen Soldaten.

### Neo Sofiko

#### Die Anfänge und die frühen Jahre

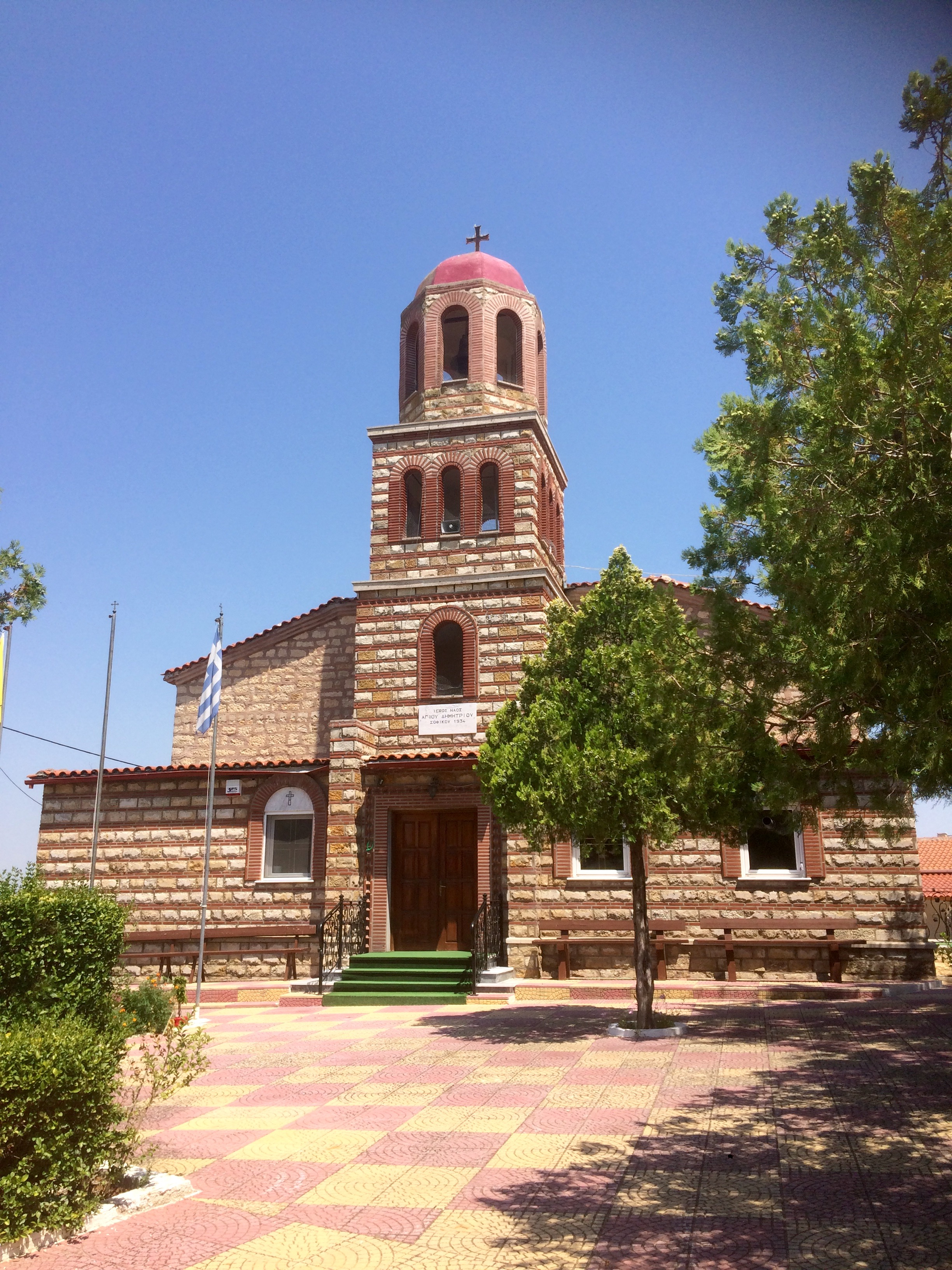
Im spätbyzantinischen Architekturstil erbaute Kirche des Heiligen Dimitrios im Zentrum von Neo Sofiko (2017)

Das Dorf Neo Sofiko (griechisch Σοφικό) wurde in der fruchtbaren Ebene auf der griechischen Seite des Evros von griechischen Flüchtlingen aus den Orten Kostikioi (heute türkisch Serem), Louloukioi (heute türkisch Akcadam), Kawakli, Karaile, Giaoup, Kourti (heute türkisch Kurdu), Nantirli, Derekioi und Megalo Zaloufi gegründet. Diese Dörfer lagen in der und um die Gemeinde Uzunköprü (griechisch Μακρά Γέφυρα) in der heutigen Türkei. Das Dorf Louloukioi wurde in einem kirchlichen Dokument 1878 erstmals erwähnt, das für den Ort eine griechisch-orthodoxe Kirche, eine Schule und 56 Familien bezeugt. Die Flucht aus dem Dorf begann nach dem Türkisch-bulgarischen Vertrag von Sofia im September 1915. 15.130 Griechen aus der Region Uzunköprü (von insgesamt geschätzt 150.000 Griechen im weiteren Umland des östlichen Thrakiens) wurden zu Flüchtlingen. Die Flüchtlinge aus Louloukioi und Kostikioi verweilten bis 1919 auf der griechischen Seite des Flusses Evros in Didymoticho und konnten zum Teil noch ihre alten Äcker bestellen. Nach dem Griechisch-Türkischen Krieg (1919–1922) wurden weitere Umsiedlungen durchgeführt, auch von türkischer Bevölkerung aus der Region um Didymoticho in die Türkei. Die griechischen Flüchtlinge gaben nach mehreren Überflutungen ihre Äcker und ihre Soflar genannte Siedlung auf, ließen sich weiter flussaufwärts nieder und gründeten im Sommer 1923 ihren Ort, vorerst mit den Namen Neo Lili und Neo Kosti. Aus dem ehemaligen Ort Megalo Zaloufi ließen sich lediglich sieben Familien in Neo Kosti nieder. Die übrigen Familien des Ortes siedelten in den umliegenden Dörfern wie Neo Chimonio und Sakkos und bis hinauf an die Grenze zu Bulgarien. Das Dorf Megalo Zaloufi wurde hauptsächlich von Arvaniten bevölkert, die nicht nur einen eigenen Dialekt mitbrachten, sondern auch Baukunst und Handel. Die meisten Arvaniten bauten und verwalteten Mühlen und Lagerhallen.

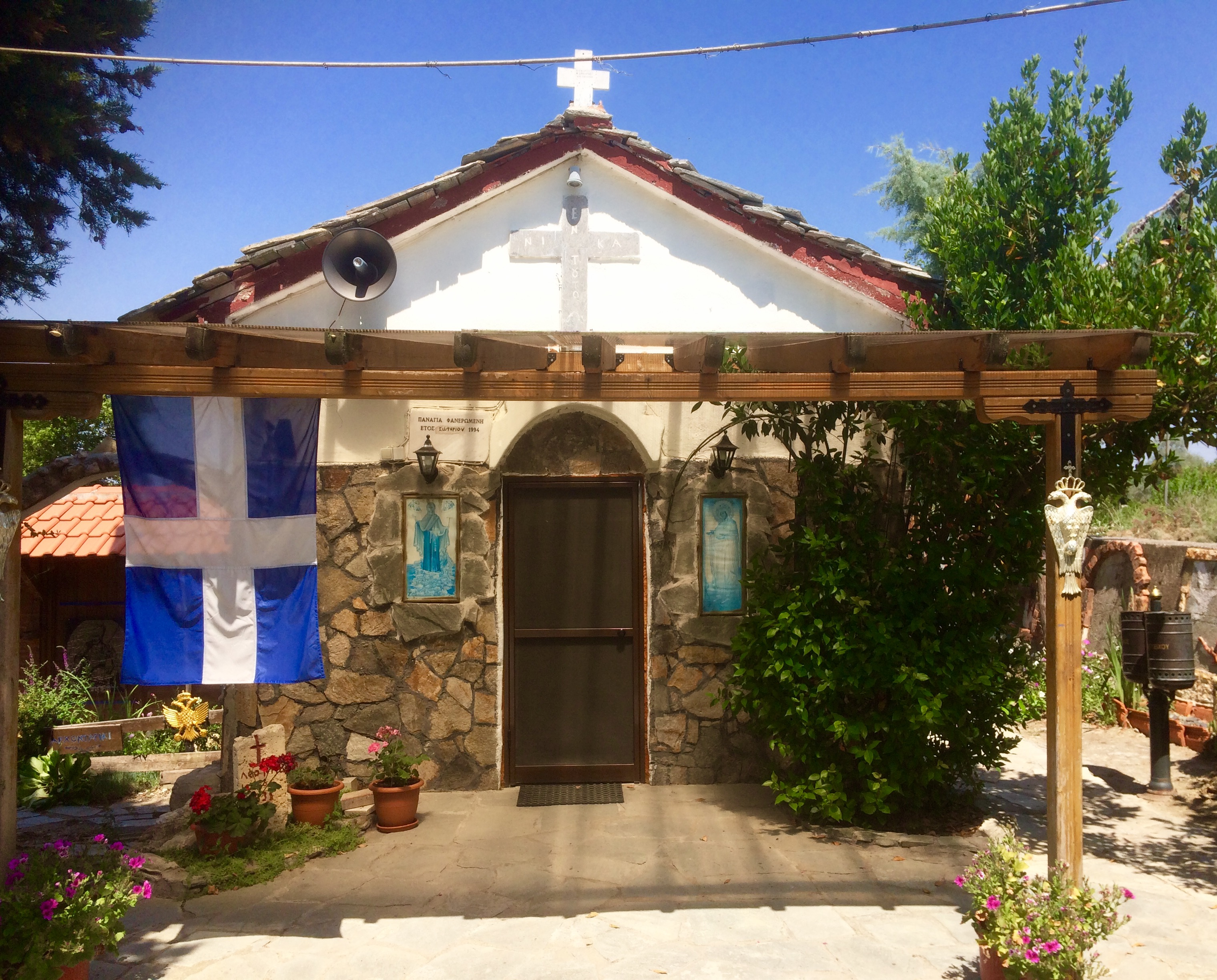
Die Kapelle der Panagia Sofikiotisa im Ortsteil Lili von Neo Sofiko (2017)

#### Die zweite Hälfte des 20.Jahrhunderts und die Auswanderung
Das heutige Neo Sofiko erhielt diesen Namen im Zuge einer Kommunalreform 1961 und besteht aus zwei Ortsteilen, Kosti und Lili. Mit knapp 800 Einwohnern ist es das bevölkerungsreichste Dorf der Gemeinde Didymoticho. Das eine Dorfzentrum bildete sich um die große Kirche des Heiligen Dimitrios, das andere, größere entstand in Kosti, mit traditionellen Kafenions.

1976 besuchte ein Filmteam des staatlichen Senders E.R.T. den Ort. Dessen Dokumentarfilm zeigt die Geschichte und das kulturelle Erbe des Dorfes. Ein weiteres Filmteam des staatlichen Senders ET-3 dokumentierte 1989, wie eine Folkloregruppe eine traditionelle Hochzeit aufführte und die örtlichen Bräuche zeigte. Es sind zeitgeschichtliche Zeugnisse, welche Historiker, Sprachforscher und Musikwissenschaftler nutzen, um die Kultur der Griechen in Ostthrakien, insbesondere im Bereich um Didymoticho darzustellen. In diesen Dokumentationen sind alte und seltene Rhapsodien, Lieder und Melodien aus der Region festgehalten: eine gesprochene und gesungene Überlieferung, welche ansonsten mit den Jahrzehnten und den Generationen verloren gegangen wäre.

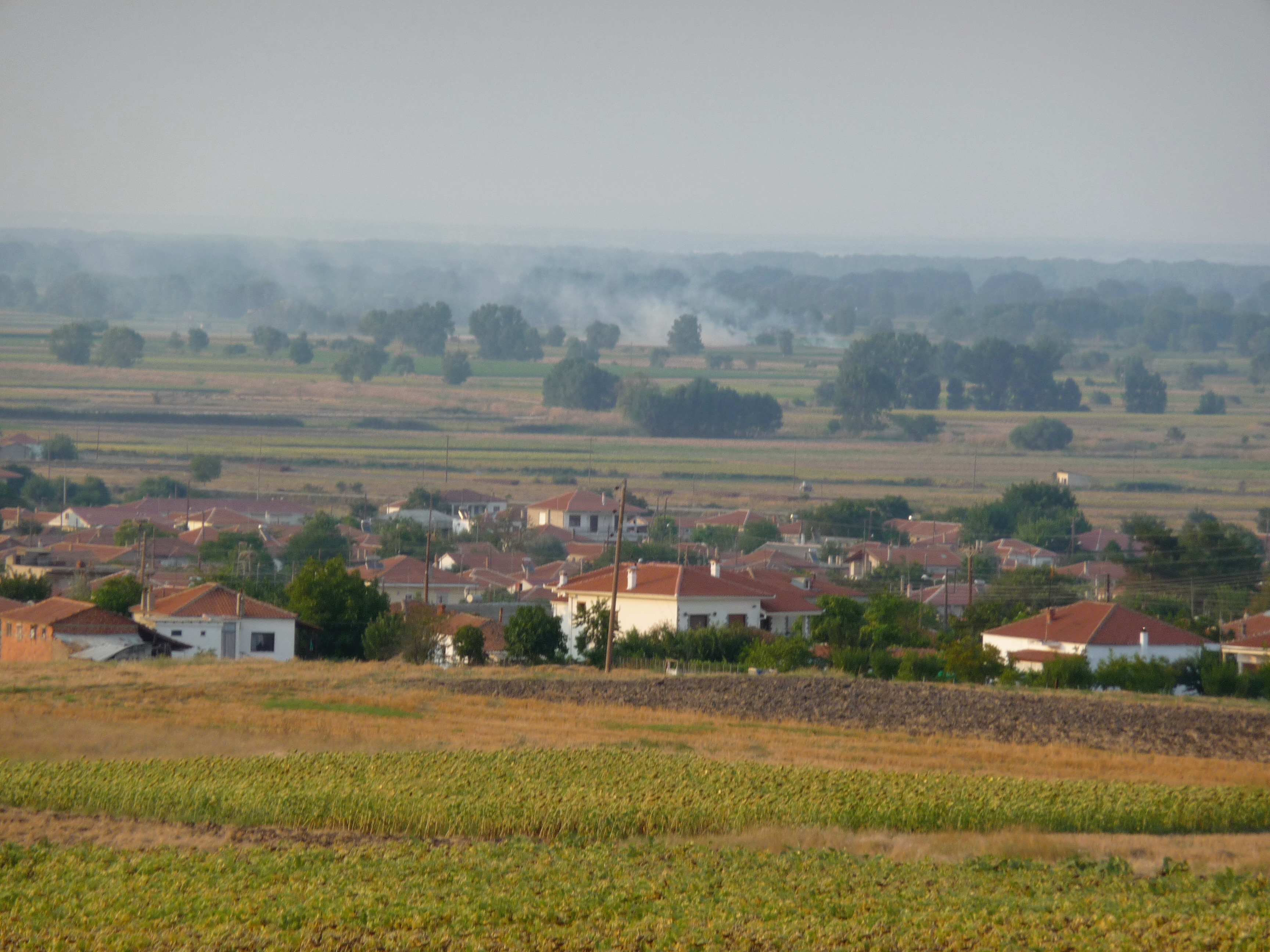
Sofiko aus der Anhöhe von Lili fotografiert, mit der fruchtbaren Uferebene des Evros im Hintergrund (2009).

Im Dorf liegen drei Kirchen. Die größte Kirche ist die des Heiligen Dimitrios. Nahe der Sportanlage des Vereins A.E.S.Orfeas Sofikou (Α.Ε.Σ. Ορφέας Σοφικού) wurde 1994 eine kleine Kapelle der Panagia Sofikiotissa (Παναγία Σοφικιώτισσα) eingeweiht. Mit den Jahren wurde an der Kapelle der kleine Park „Lilikosti“ angelegt, benannt nach den beiden Ortsteilen. Seit 2008 schmückt eine neue Kirche die östliche Dorfgrenze.
Im Dorf gab es bis in die 1990er Jahre eine Grundschule und einen Kindergarten, in den 1980er Jahren sogar ein Gymnasium, das auch Jugendliche aus den umliegenden Dörfern aufnahm. Als die Schülerzahlen sanken, wurden die Grundschule und das Gymnasium Mitte der 1990er Jahre geschlossen.
Immer mehr Sofikioten wanderten infolge der Finanzkrise ab Ende 2010 ins europäische Ausland aus. Bevorzugte Ziele sind die Niederlande, Belgien und die Bundesrepublik Deutschland. Es ist die dritte große Auswanderungswelle in der Region rund um Didymoticho, nach der ersten großen Auswanderung in den 1950er Jahren und der zweiten Auswanderung Ende der 1960er / Anfang der 1970er Jahre, als viele Bewohner in den Vereinigten Staaten von Amerika und bis nach Australien gingen.

### Sitohori
Der Ort Sitohori (griechisch Σιτοχώρι) liegt im Zentrum der 13 Dörfer der sog. Galazowrakidon (griechisch Γαλαζοβράκηδων), was übersetzt bzw. sinngemäß die „Blauen Hosen“ bedeutet. Diese 13 Dörfer liegen auf beiden Seiten entlang des Erythropotamos. Die Bedeutung der Bezeichnung „Blaue Hosen“ liegt in den Trachten und den dazugehörigen kulturellen Gemeinsamkeiten dieser Dörfer, in dessen Zentrum Sitohori liegt. In der Geschichtsliteratur ist davon die Rede, dass die Herkunft dieser Population aus der Peloponnes stammt, was auch die wahrscheinlichste ist, da die blaulastigen Trachten denen einiger Bevölkerungsgruppen aus der Peloponnes sehr ähnlich sind. Bereits in staatlichen und kirchlichen Archiven aus den Jahren 1453–1669 ist oftmals die Rede von dieser Wanderung, und daher wird angenommen, dass die Bevölkerung dieser 13 Dörfer hauptsächlich aus einer Bevölkerungswanderung im Mittelalter herrührt. Der heutige Name basiert auf dem landwirtschaftlichen Charakter und dem Umfeld des Dorfes und auf dem Anbau von Weizen.

### Ellinochori
Im Ort Ellinochori (griechisch Ελληνοχώρι) wurden Silbermünzen aus dem 5. Jahrhundert v. Chr. gefunden. Außerhalb des Dorfes gibt es eine alte Seidenfabrik.

### Rigio

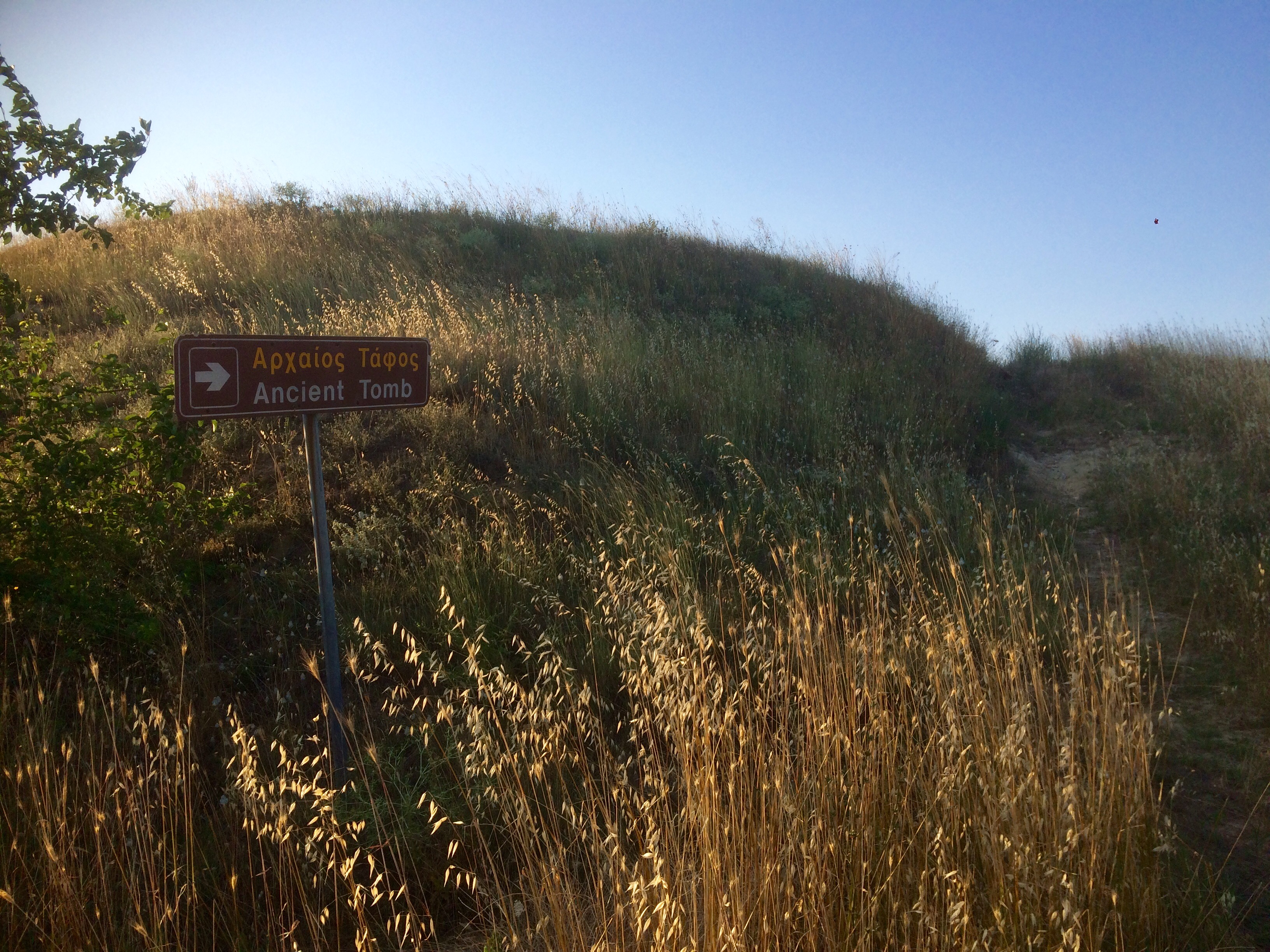
Der Tumulus eines der Gräber bei Rigio

Das Dorf Rigio (griechisch Ρήγιο) nahe der Flussebene des Evros' hat einen direkten Zugang zu den dortigen Agrarflächen. Nunmehr mit einer erheblich dezimierten Einwohnerzahl, vor allem wegen der Wirtschafts- und Finanzkrise von 2008, leben im Dorf nur noch wenige junge Menschen. Das Dorf liegt zwischen Pythio und Asimenio. An der Dorfgrenze zu Asimenio liegen drei Gräber aus dem 4. Jahrhundert v. Chr. Zwei dieser Gräber liegen unterirdisch, wobei diese bereits ein hohes Maß an Verfall aufwiesen und bereits ausgeraubt waren, als sie untersucht wurden. Zwei Gräber haben einen Eingangsbereich und einen Vorraum. Diese architektonische Ausrichtung erinnert stark an den makedonischen Baustil der damaligen Zeit. Das dritte Grab war ebenfalls bereits stark verfallen. Die wenigen Funde, die man trotz allem machen konnte, dokumentieren die Begräbnispraktiken der damaligen Zeit für diese Region. Heute sind natürliche Zugänge zu den Gräbern vorhanden, und am Straßenrand der örtlichen Landstraße sind Hinweisschilder angebracht. Die Ausgrabungen wurden 1995 durchgeführt. Die ursprüngliche Einwohnerzahl des Dorfes betrug ein Vielfaches der heutigen und bestand mehrheitlich aus Vertriebenen des Dorfes Megalo Zaloufi. Der alte Name des Dorfes lautete Sarakio (türkisch Saraikioi), was auf eine bedeutende Ortschaft in der osmanischen Zeit schließen lässt. Übersetzt bedeutet es sinngemäß das Dorf neben dem Palast. Demnach scheint es sich seit der Antike, was die Gräber dokumentieren, und bis zur osmanischen Zeit um einen geschichtlichen Knotenpunkt gehandelt zu haben.

### Evgeniko
Diese heutzutage kleine Ortschaft trägt zu Ehren des Magnaten Evgenios Evgenidis seinen heutigen Namen seit dem Jahr 1955. Der Schiffsmagnat hat mit persönlichen Mitteln dem Ort die moderne Wasserzufuhr ermöglicht, worauf dann der Ort seinen alten Namen Delition ablegte und den heutigen Namen annahm. Delition wurde 1922 gegründet und beherbergte Flüchtlinge aus der Umgebung von Adrianopel, dem heutigen Edirne.

### Chionades
Der Ort Chionades (griechisch Χιονάδες) liegt zwischen Metaxades und Didymoticho und wird seit jeher von Einheimischen bevölkert und ist demnach eines der wenigen Dörfer, die keine Vertriebenen aus dem Jahr 1922 beherbergt hat. Bereits 800 n. Chr. wurde der Ort bevölkert, allerdings lag er 2,5 Kilometer östlich des heutigen Dorfes. Dies bezeugen heutige Funde in der Region. An der nordwestlichen Grenze des Ortes ist die sog. Toumba, einer von vielen Tumuli in der Region, wobei es sich vermutlich um thrakische Gräber handelt. Anhand der Höhenlage ist die Ortschaft im Winter häufig mit Schnee bedeckt, daher auch der Name „Chionades“ („Schneeortschaft“). An der zentralen Straße des Ortes steht das aus reinem Marmor erbaute Kri-Pigadi (griechisch Κρί Πηγάδι), ein Brunnen aus den Anfängen des 19. Jahrhunderts. Auf dem höchsten Punkt des Dorfes befindet sich die komplett aus Stein erbaute alte Schule des Dorfes, welche in den Jahren des Bürgerkrieges erheblich beschädigt wurde. Der Unterricht konnte erst wieder 1952 aufgenommen werden. Eine Schule im Ort ist schon seit 1880 bezeugt. Die Schule ist seit vielen Jahren geschlossen.

## Verwaltungsgliederung der Gemeinde
Die Einwohnerzahlen stammen aus den Daten der Volkszählung von 2011.
- Gemeindebezirk Didymoticho – 16.078 Einwohner (Ew.)
  - Stadtbezirk Didymoticho – 9.367 Ew.
    - Didymoticho (Διδυμότειχο) – 9.263 Ew.
    - Nei Psathades (Νέοι Ψαθάδες) – 104 Ew.

  - Stadtbezirk Ellinochori – 1.373 Ew.
    - Ellinochori (Ελληνοχώρι) – 593 Ew.
    - Thyrea (Θυρέα) – 160 Ew.
    - Lagos (Λαγός) – 620 Ew.

  - Ortsgemeinschaft Asvetades (Ασβεστάδες) – 192 Ew.
  - Ortsgemeinschaft Asimenio (Ασημένιο) – 334 Ew.
  - Ortsgemeinschaft Isaakio (Ισαάκιο) – 407 Ew.
  - Ortsgemeinschaft Karoti (Καρωτή) – 271 Ew.
  - Ortsgemeinschaft Koufovouno (Κουφόβουνο) – 629 Ew.
  - Ortsgemeinschaft Kyani (Κυανή) – 474 Ew.
  - Ortsgemeinschaft Mani – 538 Ew.
    - Mani (Μάνη) – 385 Ew.
    - Evgeniko (Ευγενικό) – 85 Ew.
    - Sitaria (Σιταριά) – 68 Ew.

  - Ortsgemeinschaft Petrades (Πετράδες) – 184 Ew.
  - Ortsgemeinschaft Pimeniko (Ποιμενικό) – 343 Ew.
  - Ortsgemeinschaft Prangio (Πραγγίο) – 304 Ew.
  - Ortsgemeinschaft Pythio 541 Ew.
    - Pythio (Πύθιο) – 429 Ew.
    - Rigio (Ρήγιο) – 100 Ew.
    - Stathmos (Bahnhof, Σταθμός) – 12 Ew.

  - Ortsgemeinschaft Sitochori (Σιτοχώρι) – 326 Ew.
  - Ortsgemeinschaft Neo Sofiko (Νέο Σοφικό) – 795 Ew.
- Gemeindebezirk Metaxades – 3.415 Ew.
  - Ortsgemeinschaft Alepochori – 365 Ew.
    - Alepochori (Αλεποχώρι) – 237 Ew.
    - Polia (Πολιά) – 128 Ew.

  - Ortsgemeinschaft Asproneri – 538 Ew.
    - Asproneri (Ασπρονέρι) – 466 Ew.
    - Giatrades (Γιατράδες) – 72 Ew.

  - Ortsgemeinschaft Doxa (Δόξα) – 410 Ew.
  - Ortsgemeinschaft Elafochori – 433 Ew.
    - Elafochori (Ελαφοχώρι) – 133 Ew.
    - Vrysi (Βρύση) – 43 Ew.
    - Chionades (Χιονάδες) – 257 Ew.

  - Ortsgemeinschaft Ladi (Λάδη) – 180 Ew.
  - Ortsgemeinschaft Metaxades – 749 Ew.
    - Metaxades (Μεταξάδες) – 719 Ew.
    - Avdella (Αβδέλλα) – 30 Ew.

  - Ortsgemeinschaft Paliouri (Παλιούρι) – 468 Ew.
  - Ortsgemeinschaft Vrysika – 304 Ew.
    - Vrysika (Βρυσικά) – 162 Ew.
    - Savra (Σαύρα) – 142 Ew.

## Persönlichkeiten

### Söhne und Töchter der Stadt
- Basileios II. „der Bulgarentöter“ (958–1025) war von 976 bis 1025 Kaiser des Byzantinischen Reiches.
- Johannes III. Dukes Vatatzes (1193–1254), byzantinischer Kaiser.
- Johannes V. Palaiologos (1332–1391), byzantinischer Kaiser.
- Balım Sultan (1457–1517) war der Gründer des muslimischen Sufiordens der Bektaschiten.
- Bāyezīd II. (1447–1512) war osmanischer Sultan von 1481 bis 1512 und Stifter einer bedeutenden Moschee in Istanbul.
- Evgenios Evgenidis (1882–1954) war ein Schiffsmagnat des frühen 20. Jahrhunderts. Heute gibt es die Evginidio Foundation in Athen, die unter anderem verschiedene Programme für Jugendliche der Diaspora finanziert. Die Evginidio Foundation unterstützt die Stadt Didymoticho bei Kulturveranstaltungen.
- Chronis Aidonidis (1928–2023) war ein berühmter Folkloresänger thrakischen Liedguts sowie byzantinischer, kirchlicher Psalme und wurde in Karoti geboren.
- Konstandinos Gatsioudis (* 1973) ist der erfolgreichste Speerwerfer in der neueren Geschichte Griechenlands.
- Giannis Mantzourakis (* 1949) ist ein Fußballtrainer mehrerer griechischer und zypriotischer Erstligavereine.
- Karyofylis Doitsides (1930–2023) war ein bekannter Folkloresänger thrakischen Liedguts und wurde in Karoti geboren.
- Karyofyllia Karabeti (* 1958) ist in Doxa geboren und ist eine bekannte Schauspielerin, die u. a. in Der Bienenzüchter und 120 Dezibel – Der wahre Aufschrei mitspielte.

### Personen, die mit der Stadt verbunden sind
- Metropolit Hilarion, 1341–1343
- Dionysios der Mönch (Διονύσιος ο Μοναχός, † 1518), Märtyrer der griechisch-orthodoxen Kirche
- Der osmanische Dichter Abdurrahman Hibri (1604–1659) lehrte von 1636 bis 1637 an der Medrese von Didymoticho.
- Diakon Iakovos (Ιάκωβος ο Διάκονος, † 18. Jahrhundert), Märtyrer der griechisch-orthodoxen Kirche
- Parthenios von Didymoticho (Παρθένιος εκ Διδυμοτείχου, † 1805), Märtyrer der griechisch-orthodoxen Kirche
- Rüdiger von Rosen wurde am 4. Oktober 2010 für seine Verbundenheit und sein großes Interesse an der Stadt zum Ehrenbürger von Didymoticho ernannt.
- Stefania Limberakaki, eine in den Niederlanden aufgewachsene Sängerin und Schauspielerin, stammt aus Neo Sofiko.[29]
- Pavlos Stamatopoulos, ein berühmter Journalist, Entertainer und Moderator des griechischen Boulevards, stammt aus Neo Sofiko.

## Partnerstädte
- Bansko, Bulgarien